# Unidos da Tijuca
Grêmio Recreativo Escola de Samba Unidos da Tijuca (ou simplesmente Unidos da Tijuca) é uma escola de samba da cidade do Rio de Janeiro. A escola é originada a partir de diversos morros da Tijuca, tendo sua sede durante muitos anos no Morro do Borel. Atualmente possui uma quadra comercial localizada na Avenida Francisco Bicalho, no bairro do Santo Cristo, próximo à Rodoviária Novo Rio.
Possui 4 títulos de campeã do Grupo Especial do carnaval carioca, conquistados nos anos de 1936, 2010, 2012 e 2014. A Unidos da Tijuca já conquistou também 6 vice-campeonatos, nos anos de 1934, 1948, 2004, 2005, 2011 e 2016, sendo uma das escolas mais vitoriosas do carnaval carioca.

## Nome, cores e símbolo
O nome "Unidos da Tijuca" faz referência à união de blocos da Tijuca para fundar a primeira escola de samba da localidade. Inicialmente, o símbolo da agremiação consistia em duas mãos entrelaçadas e circundadas por dois ramos, um de café (em referência à época em que a Tijuca era conhecida como "área do café", no Século XIX) e outro de fumo (referência à fábrica de cigarros da região); e a inscrição "UT" (abreviação de Unidos da Tijuca). A partir de 1984, a escola adotou o pavão real como símbolo. Desde sua fundação, a agremiação tem como cores o azul e o amarelo-ouro. Ambas escolhas são atribuídas à Bento Vasconcelos, um dos fundadores da escola.
Há duas versões para a escolha das cores. Uma versão sustenta que foram adotadas as cores utilizadas pela Grande Fábrica de Cigarros, Fumos e Rapé de Borel & Cia, localizada no Morro do Borel, para embalar seus produtos. A outra versão aponta para uma inspiração na Casa de Bragança. As cores usadas pela Corte Imperial significavam prova de bom gosto em suas vestimentas.
Também há duas versões para a escolha do símbolo. A primeira também sustenta uma inspiração na Fábrica dos Irmãos Borel, que teria as embalagens de seus produtos nas cores azul e amarelo-ouro, além da impressão de um pavão real. A segunda versão indica que, durante os preparativos para o carnaval de 1984, o pavão era utilizado como símbolo do enredo nas camisetas dos componentes, quando o compositor Carlinhos Melodia sugeriu ao então presidente da escola, Luis Carlos Cruz, que fosse colocado o pavão no carro abre-alas do desfile. A sugestão foi aceita e, a partir de então, o animal se tornou o símbolo maior da agremiação tijucana.
Vários sambas de enredo da agremiação citam o pavão: 2002 ("A língua é força, é união / A homenagem vem na cauda do Pavão"); 2008 ("Meu pavão em destaque na exposição, resgatou"); 2015 ("Quebrando o gelo, lá vem o pavão"); 2017 ("Invade minh’alma a linda canção / No tom da vitória, chegou meu Pavão"); entre outros.

## Bandeira
A bandeira da escola tem forma retangular. A versão, utilizada desde 1988, possui 16 raios de cores intercaladas (oito azuis e oito amarelos) partindo do centro do pavilhão em direção às extremidades, em formação similar à siemens star. O centro da bandeira possui uma circunferência amarela, onde, dentro, encontram-se as inscrições "G.R.E.S." (na parte superior) e "UNIDOS DA TIJUCA" (na parte inferior). No centro da circunferência, localiza-se o desenho de um pavão. Abaixo da circunferência, próximo à borda inferior do pavilhão, está inscrito o ano de confecção do mesmo.
A versão anterior da bandeira, utilizada até o desfile de 1987, não apresentava o desenho do pavão, e sim o logo anterior da escola, um aperto mãos e ramos de louro e café.

## Lugar de origem

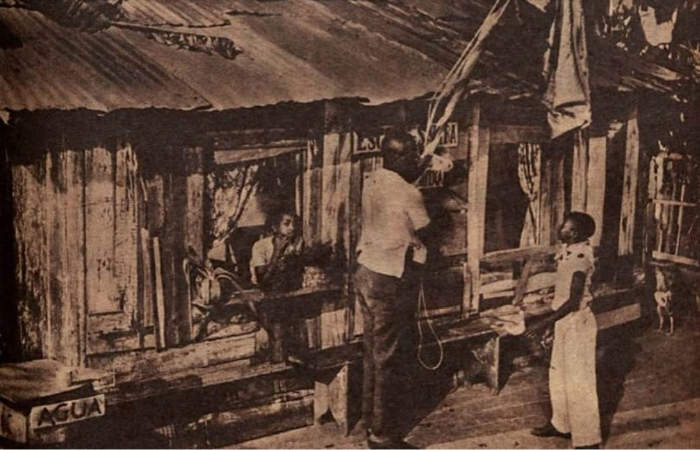
no quintal da casa da Família de Bento Vasconcelos, no morro da Casa Branca, atual Morro do Borel anos 1930. Destaca- se a origem preta da escola, fundada pela família baiana migrada para o Rio de Janeiro.

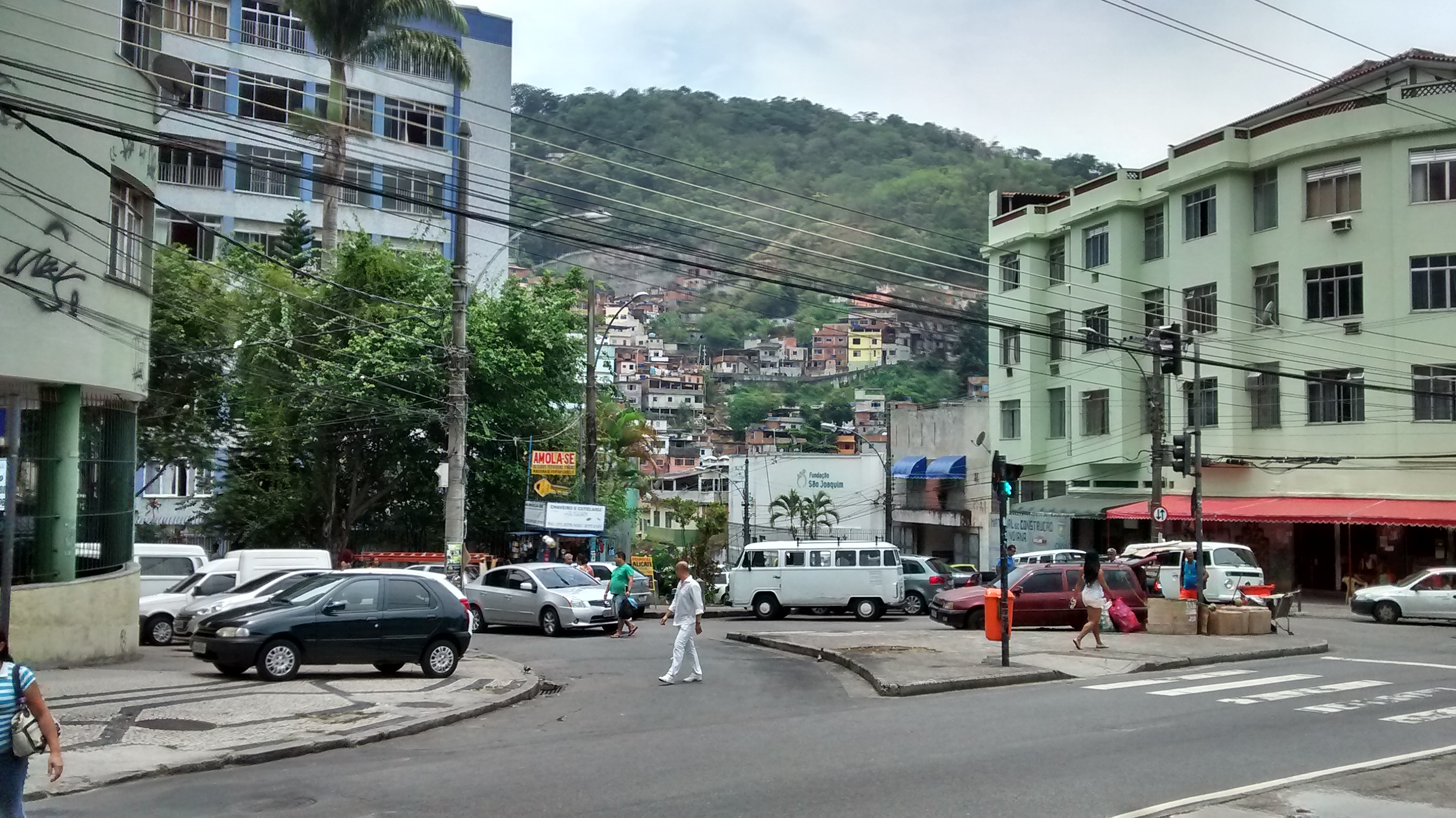
Ao fundo da imagem, o Morro do Borel, berço da Unidos da Tijuca.

A Unidos da Tijuca surgiu no Morro do Borel, comunidade localizada no bairro da Tijuca, na Zona Norte da cidade do Rio de Janeiro. A partir do Século XIX, a cadeia montanhosa da Tijuca passou a ser habitada por escravos alforriados e seus descendentes. Na mesma época, também se instalaram no complexo de morros do Borel as famílias dos fundadores da Unidos da Tijuca – os Moraes, os Chagas, os Santos e os Vasconcelos. O Morro do Salgueiro foi a primeira favela da Tijuca. Logo depois, surgiram o Morro do Borel e o Morro da Formiga. Em 1921, os morros da Tijuca começaram a ser ocupados pela população removida do Centro da cidade com a reforma urbanística do prefeito Pereira Passos. O Morro do Borel herdou o sobrenome de dois irmãos franceses, da família Boreu Meuron, donos da Grande Fábrica de Cigarros, Fumos e Rapé de Borel & Cia, localizada na subida da favela. Diversas composições da agremiação citam o Morro do Borel, com os sambas de 1993 ("Canta Borel / A tua raça hoje é cor de mel"); de 2005 ("O meu paraíso, local mais perfeito não há / Faço do Borel a Shangri-lá"); de 2009 ("Cruzou o céu no limiar do infinito / O meu Borel visto de cima é mais bonito"); de 2011 ("Sou do Borel da gente guerreira"); entre outros.
Durante muitos anos, a Unidos da Tijuca esteve sediada no Morro do Borel. Em 1988, devido à violência no morro, a escola mudou sua quadra para o bairro de Santo Cristo, na Zona Portuária do Rio. Em 2006, o espaço da antiga sede, no Morro do Borel, foi reativado com a instalação da ONG Instituto Cidadania. Apesar de ter sido fundada no Borel e ter sua quadra em Santo Cristo, a escola de samba foi criada para representar todo o bairro da Tijuca. A região se destaca pelo seu pioneirismo na indústria, e pelos pólos de educação e de cultura. Três escolas de samba tiveram origem no bairro (além da Unidos, Salgueiro e Império da Tijuca). O local também é berço de diversas personalidades, como Aldir Blanc, Bibi Ferreira, Ed Motta, Erasmo Carlos, Lamartine Babo, MC Nego do Borel, Milton Nascimento, Tim Maia, Tom Jobim, entre outros. Também é o único bairro do Rio que tem hino, brasão, bandeira e gentílico ("tijucano"). A agremiação homenageou a Tijuca no carnaval de 1969, com o enredo "Tijuca sempre jovem".

## Fundação

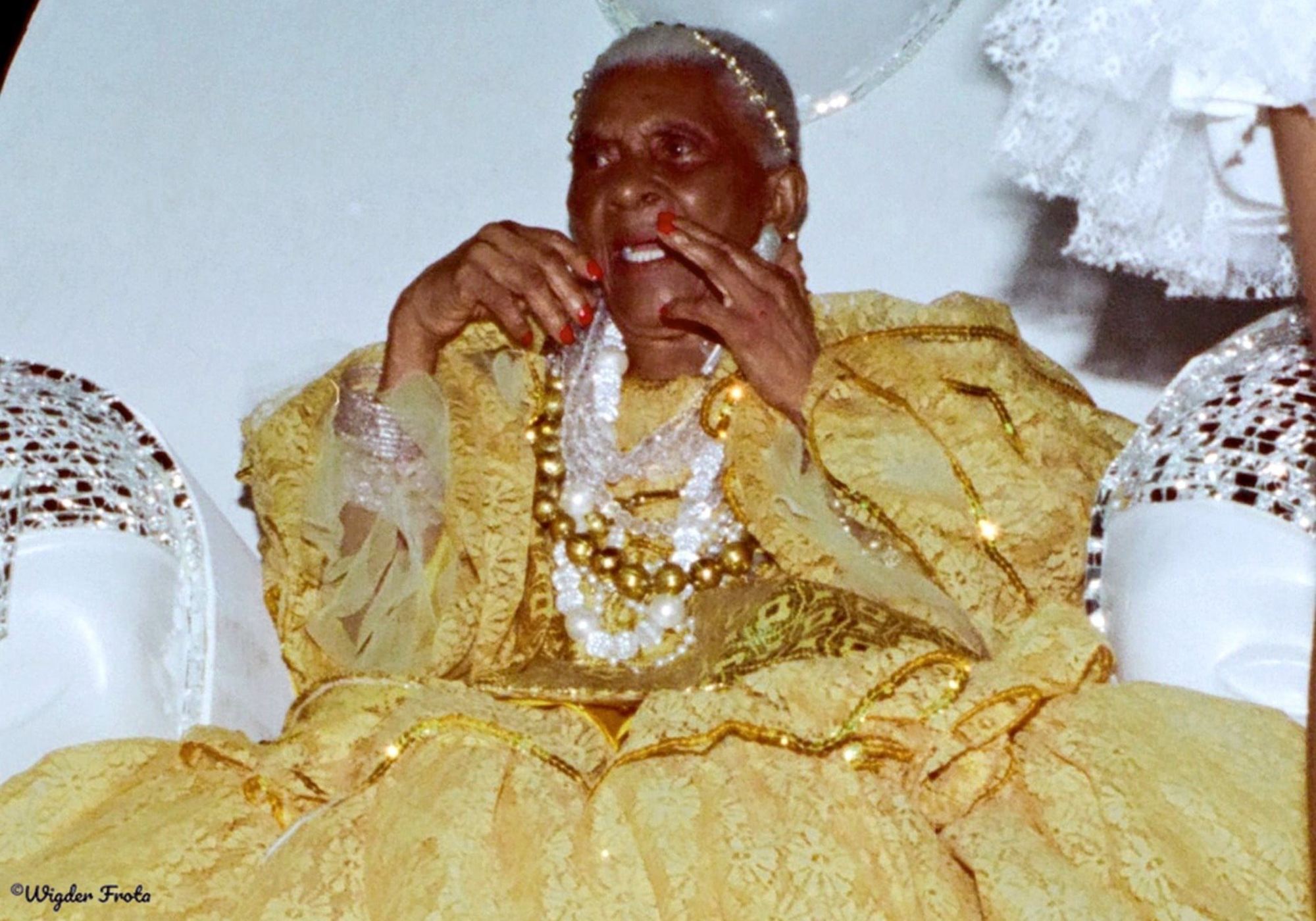
Dona Regina, uma das fundadoras da Unidos da Tijuca, no desfile de 1993 da escola.

O Grêmio Recreativo Escola de Samba Unidos da Tijuca foi fundado em 31 de dezembro de 1931, sendo a quinta escola de samba a ser fundada (depois de Deixa Falar, Portela, Mangueira e União de Vaz Lobo). A agremiação foi criada a partir da fusão de quatro blocos existentes nos morros da Casa Branca, Formiga, Borel e Ilha dos Velhacos: o Bloco do Velho Ismael Francisco e Dona Blandira (da família Moraes); o Bloco do Velho Pacífico (da família Vasconcelos); o Bloco do Caroço (da Ilha dos Velhacos) e o Bloco de Dona Amélia (do Morro da Formiga). Apesar de abrigar terreiros de samba e blocos carnavalescos, a Tijuca não possuía uma escola de samba. Com isso, sambistas e foliões da região se reuniram no terreiro da Família Vasconcelos, na subida da Rua São Miguel, número 130, casa 20, e decidiram criar a primeira escola de samba da localidade.

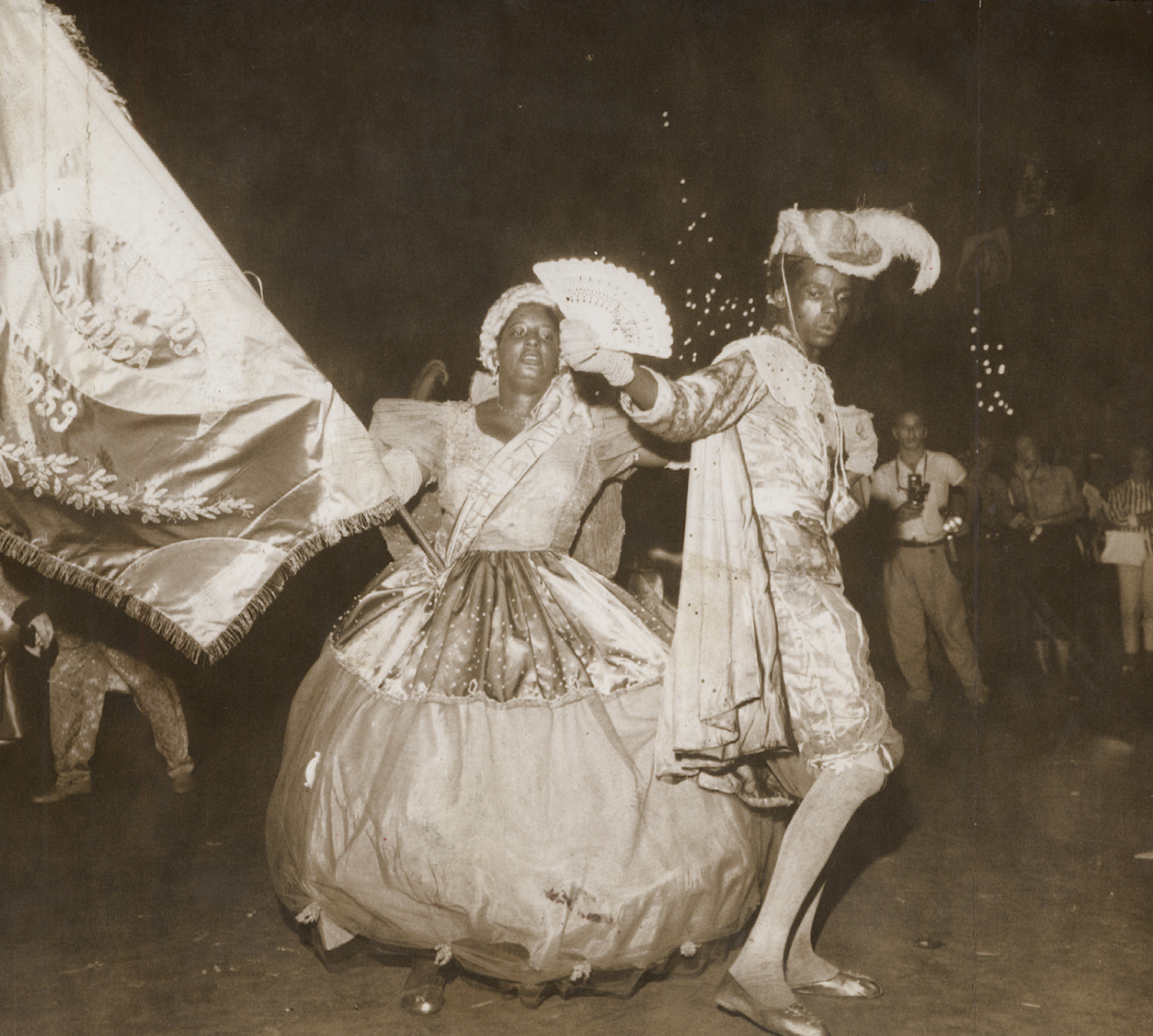
Desfile da Unidos da Tijuca de 1960. Arquivo Nacional

A escola foi fundada por Bento Vasconcelos, Leandro Chagas, Alcides de Moraes (Tatão), Jorge Vasconcelos, Pacífico Vasconcelos, João de Almeida, Ismael de Moraes, Alfredo Gomes, Tertuliano Chagas, Armando dos Santos, Turíbio dos Santos, Jacinto Ribeiro, Tarquínio Ramos, Orlando Godinho, Waldemar Gargalhada, João Cascorão, José Mamede D´Ávila, Álvaro, Dedé, Regina Vasconcelos, Marina Silva, Zeneide Oliveira, Margarida Santos, Hilda Chagas, Ely Chagas, Elza Gomes, Doralice Caldeira, Hermínia Vasconcelos, Dora de Almeida e Helena de Souza.
Em sua origem, a maioria de seus componentes eram operários da Fábrica de Cigarros Souza Cruz, da Fábrica de Tecidos Maracanã, do Lanifício Alto da Boa Vista, da Fábrica de Tecidos Covilhã e de outras fábricas de menor porte localizadas no bairro da Tijuca.

## História

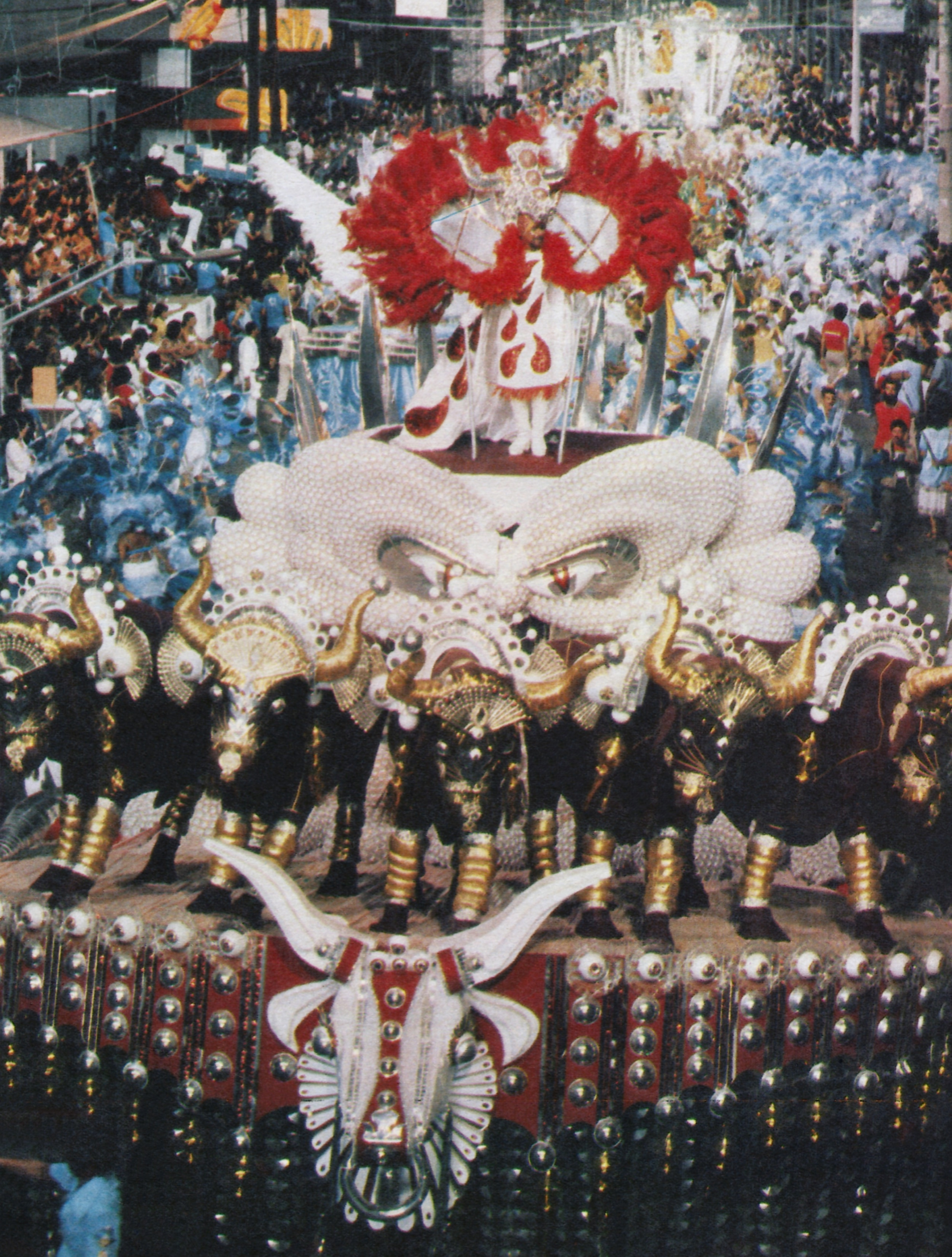
O desfile de 1981 marcou o retorno da Tijuca à elite do carnaval

### Primeiros anos
Em 1936, a escola foi a grande campeã do carnaval carioca, com o enredo Sonhos delirantes. Naquele desfile, realizado na Praça Onze, a Tijuca trouxe uma inovação, apresentando alegorias aludindo o enredo.
De 1960 a 1980, enfrentou um período muito difícil, desfilando no segundo grupo e sem conseguir subir. Neste período, somente uma vez chegou perto de voltar ao grupo das grandes. Em 1980, foi a campeã do Grupo 1B, voltando ao grupo principal do carnaval carioca.

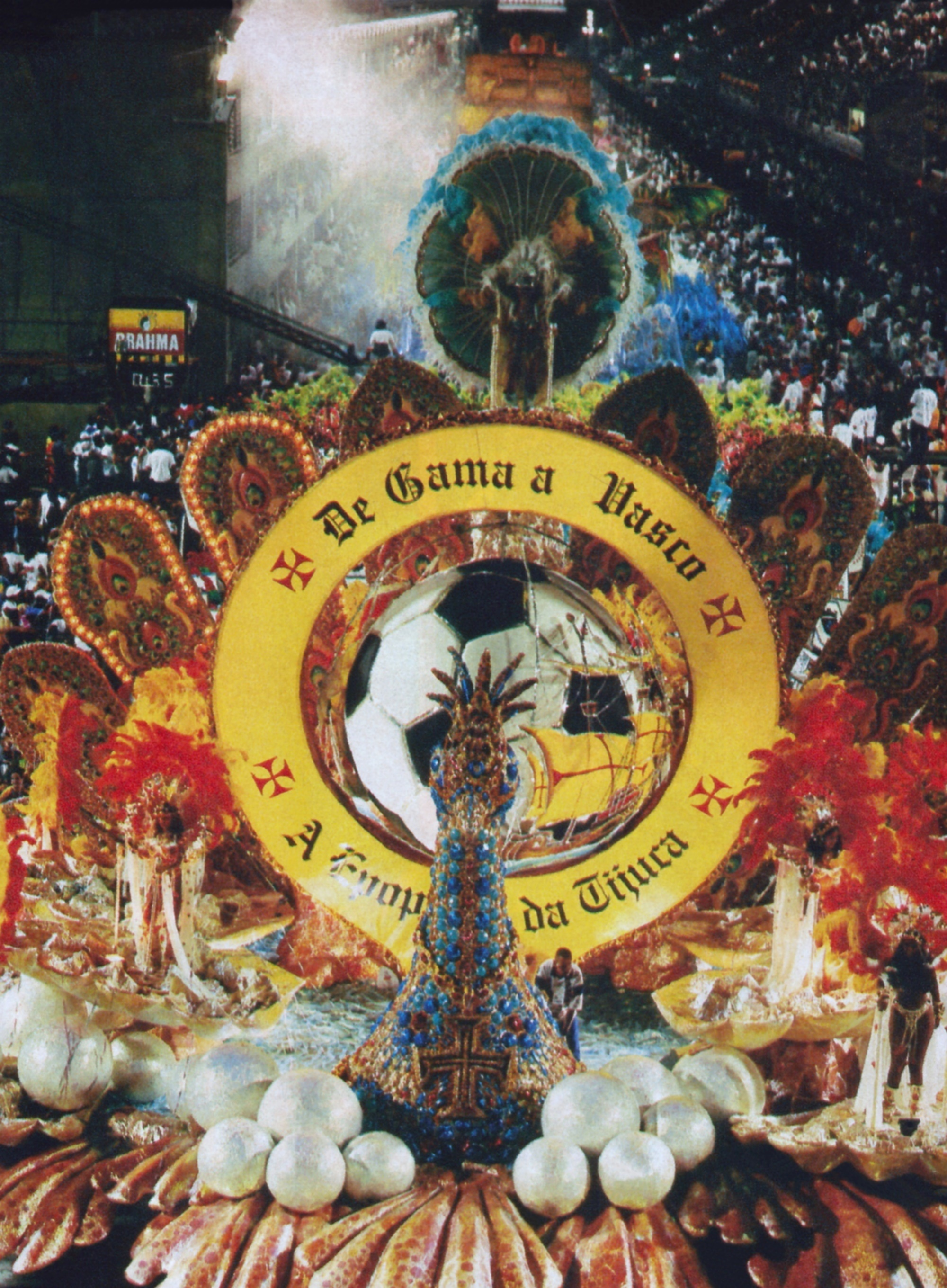
Em 1998, a Unidos da Tijuca homenageou o Club de Regatas Vasco da Gama

O empresário português Fernando Horta assumiu a presidência em 1992 pela primeira vez. Sob sua gestão, uma nova quadra de ensaios foi inaugurada, no  Santo Cristo, zona portuária. De acordo com Fernando Horta, essa foi uma medida para atrair recursos para a escola, que assim, poderia ajudar mais a comunidade. Alguns membros da comunidade, no entanto, reclamam da falta de presença da entidade em sua própria quadra, utilizada apenas, segundo estes, pela escola de samba mirim.
Em 1998, homenageou o navegador português Vasco da Gama, além do Clube de Regatas Vasco da Gama, que completava o seu centenário. Nesse ano, foi rebaixada. Mais de uma década depois, o presidente classificaria aquele como "o melhor desfile" e atribuiria o rebaixamento ao fato de os jurados serem flamenguistas e anti-Eurico Miranda. Em 1999, no Grupo de Acesso, a Tijuca fez um desfile memorável, com o enredo O Dono da Terra do carnavalesco Oswaldo, recebendo todas as notas "10", com um belo carnaval e um samba considerado por muitos especialistas como "antológico", sendo reconduzida ao Grupo Especial.

### Década de 2000

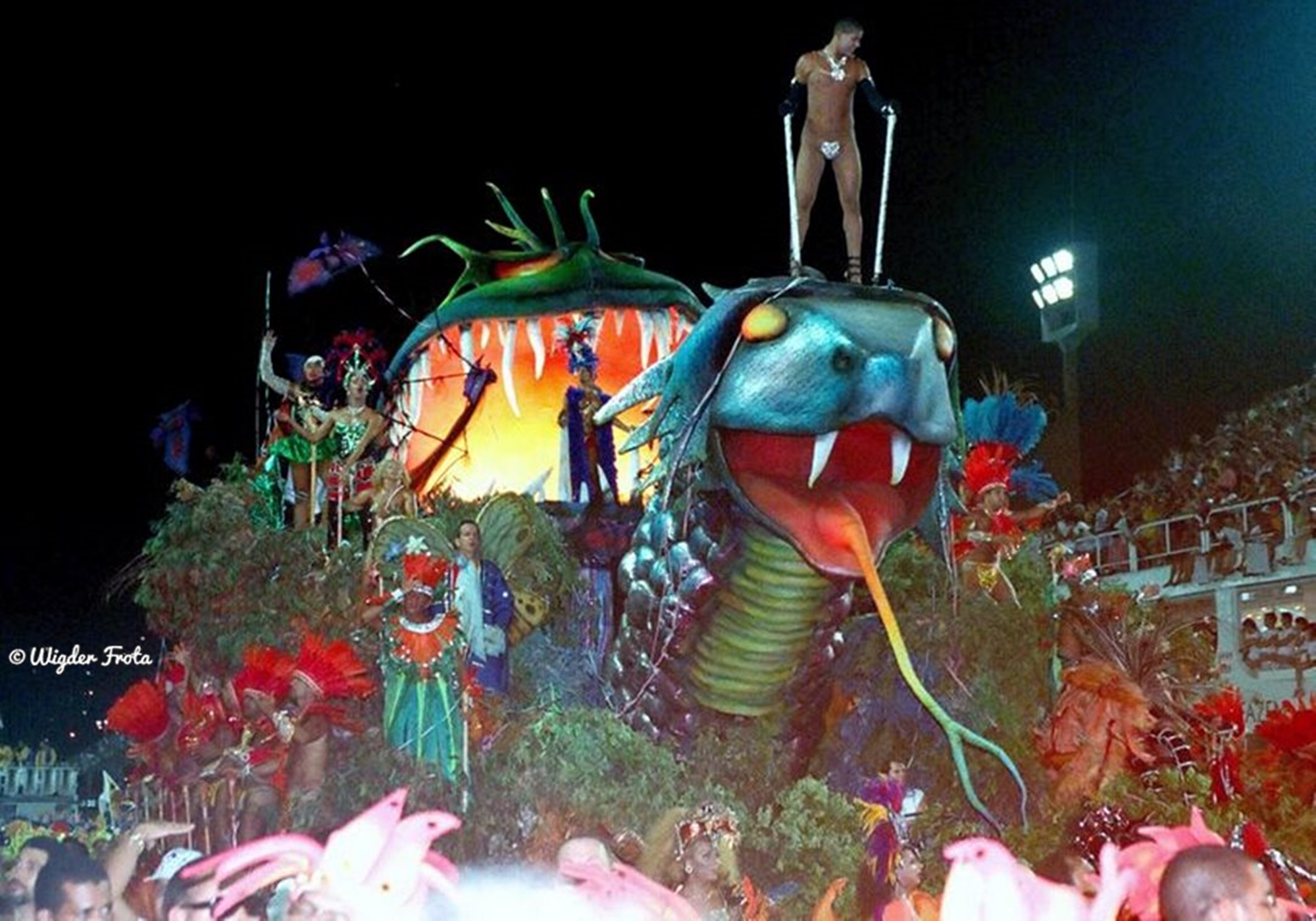
Em 1999, a Unidos da Tijuca venceu a divisão de acesso do carnaval carioca

Em 2000, no carnaval comemorativo dos 500 anos de Descobrimento do Brasil, apresentou o enredo Terra dos papagaios… Navegar foi preciso!. Nesta ocasião, após polêmica devido ao uso da imagem de Nossa Senhora da Boa Esperança e uma cruz, o carnavalesco Chico Spinoza chegou a ser detido e o painel apreendido. O delegado responsável pela operação chegou a dizer que a escola já teria, com isso, alcançado seus minutos de fama, já que possivelmente obteria uma má colocação. No entanto, o quinto lugar obtido foi o melhor resultado em quase 50 anos. No ano seguinte, cantou a vida e obra de Nélson Rodrigues, mas não obteve o sucesso do ano anterior.
Em 2002, contou a história da Língua Portuguesa, homenageando os países da CPLP. A escola teve problemas com a última alegoria, que a fez terminar o desfile acima do tempo regulamentar e, com isto, ser punida com 0,2 na apuração, terminando em nono lugar. O ano de 2003, abordou como tema de seu desfile os Agudás, povo africano formado por ex-escravos brasileiros que foram para a África. Um desfile também problemático em diversos quesitos, obteve novamente a nova colocação.

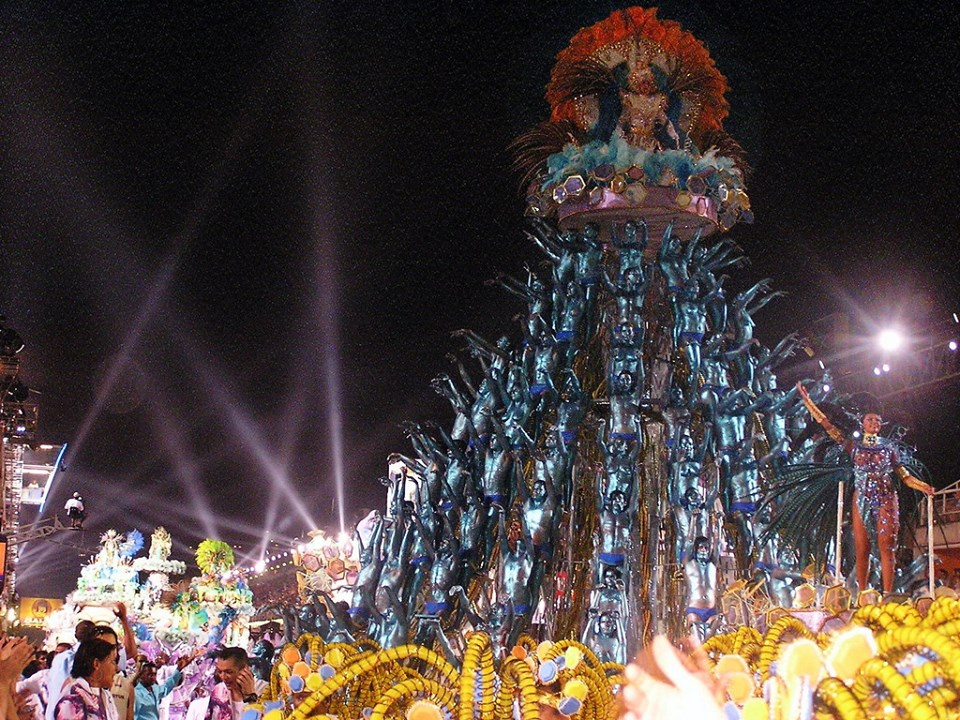
O desfile de 2004 marcou a chegada de Paulo Barros à Tijuca

Com a chegada de Paulo Barros, em 2004, a Tijuca surpreendeu e conquistou o vice-campeonato, através de um enredo que falava dos avanços da Ciência, tendo revolucionado a estética dos desfiles ao apresentar alegorias humanas. A Revista Nature destacou a alegoria, cuja atração era a presença de 133 bailarinos, que através dos seus movimentos, formavam uma espiral, representando o DNA. Na opinião do então prefeito César Maia, o carro alegórico foi o mais marcante do ano.

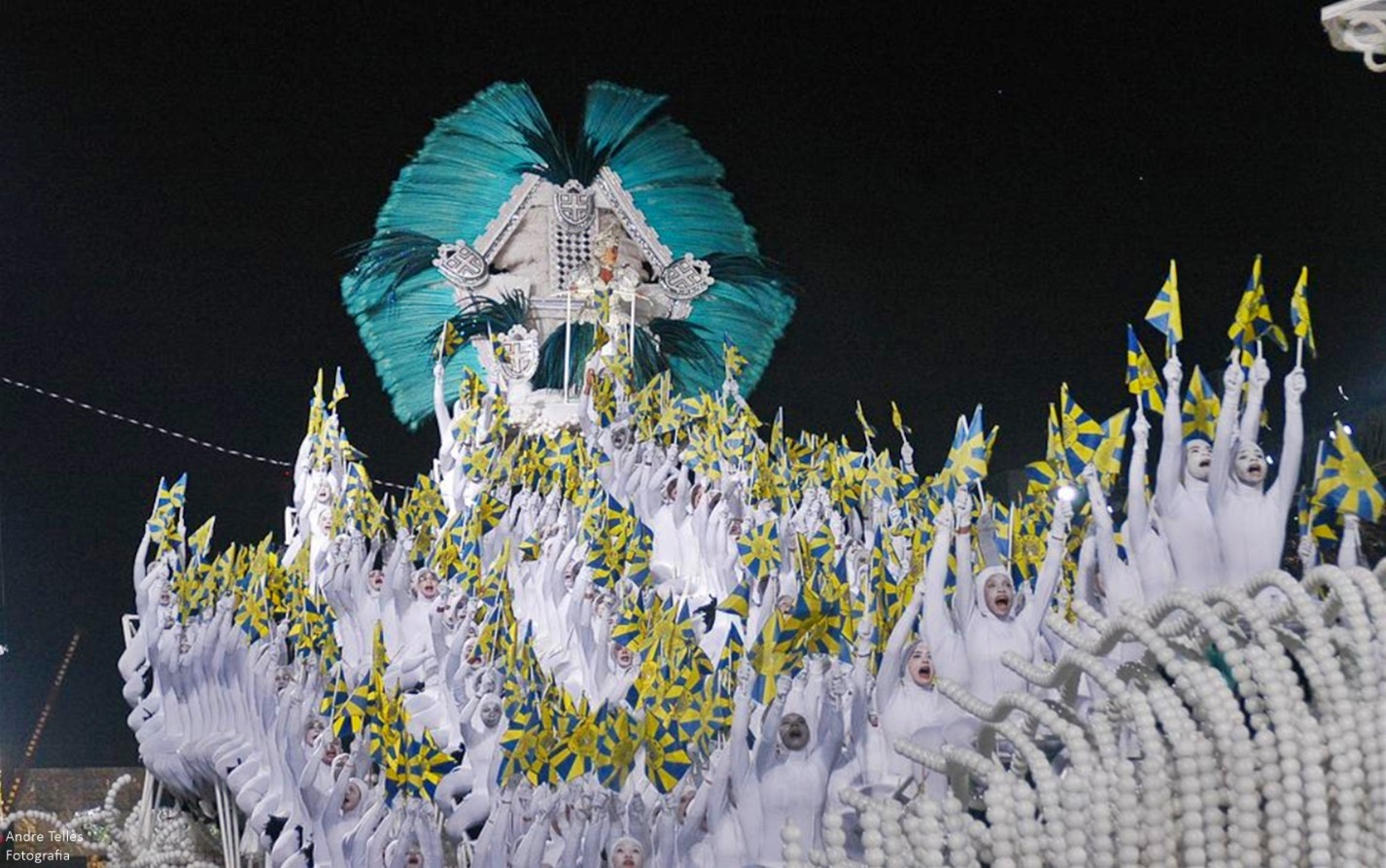
Em 2005, a Unidos da Tijuca foi novamente vice-campeã do carnaval

Em 2005, foi novamente vice-campeã, com um enredo que falava de cidades e reinos do imaginário humano dessa vez ficando a apenas um décimo da campeã Beija-Flor, tendo sido a favorita do público e vencedora do Estandarte de Ouro de melhor escola.
Em 2006, a escola do Morro do Borel entrou como favorita no Sambódromo[carece de fontes?] onde realizou um desfile vibrante. O enredo abordava o som, e segundo o carnavalesco, seu desafio seria transformá-lo em imagem. O desfile transcorreu perfeitamente[carece de fontes?], e a escola ganhou, mais uma vez, o Estandarte de Ouro de melhor escola, porém amargou a sexta colocação. Após o carnaval, Paulo Barros transferiu-se para a Viradouro, sendo substituído pela dupla Lane Santana e Luiz Carlos Bruno
Em 2007, a Tijuca manteve o estilo de Paulo Barros desfilando com o enredo De lambida em lambida, a Tijuca dá um click na avenida, que falou sobre a fotografia, conquistando a quarta colocação, ainda à frente do Viradouro. No carnaval de 2008, a azul e ouro da Tijuca falou sobre os diferentes tipos de coleções.

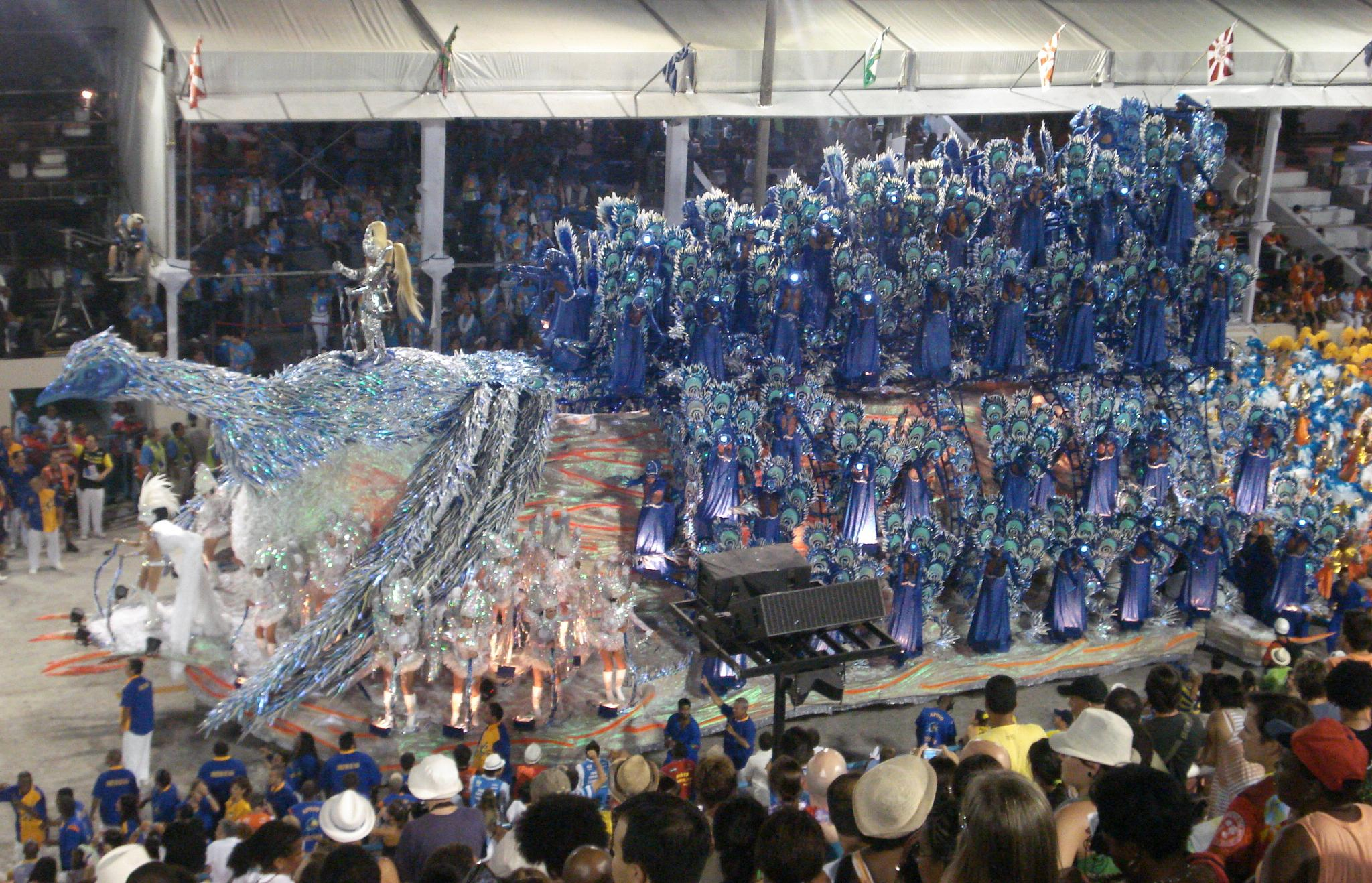
Alegoria, no desfile de 2009.

No ano seguinte, saindo da linha sobre temas abstratos, apresentou o enredo Uma odisseia sobre o espaço, de autoria de Luiz Carlos Bruno, texto de João Pedro Roriz e samba-enredo de Julio Alves e Totonho, obtendo a 9º colocação. O presidente, naquele ano, reclamou, após o resultado, que a Beija-Flor, ao desfilar antes da Tijuca com um enredo que abordava o banho, espalhou água pela pista, o que teria prejudicado a apresentação dos segmentos, especialmente, do casal de mestre-sala e porta-bandeira

### Década de 2010
- 2010: "É Segredo!"

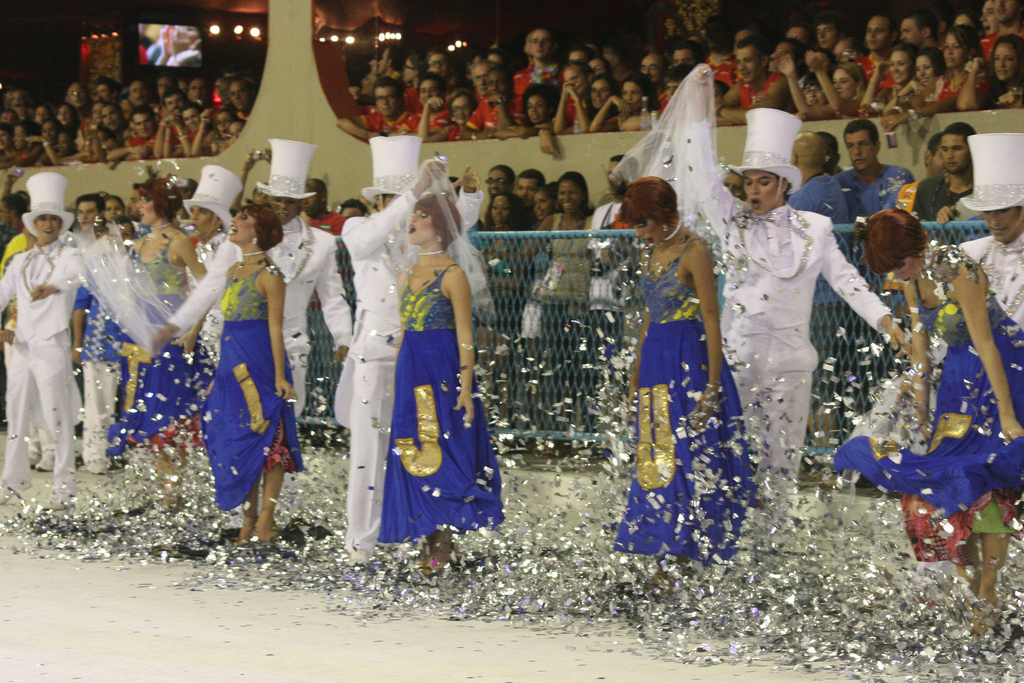
A histórica Comissão de Frente com troca de roupas no desfile campeão de 2010.

Paulo Barros retornou à Tijuca para o carnaval de 2010. A escola dispensou o casal de mestre-sala e porta-bandeira Rogerinho e Lucinha Nobre e contratou Marquinhos e Giovanna Justo, que estavam na Mangueira desde 1995. Ricardo Fernandes assumiu a Direção de Carnaval. Terceira escola a se apresentar na primeira noite (domingo) do Grupo Especial, a Tijuca realizou um desfile sobre os grandes mistérios da humanidade e da natureza; pessoas e personagens misteriosos, como os super-heróis; além de truques de mágica e ilusionismo. O desfile foi amplamente elogiado pela crítica especializada, ganhando adjetivos como "histórico" e "arrebatador"; e o trabalho de Paulo Barros foi classificado como "revolucionário". A escola foi saudada pelo público presente no Sambódromo com gritos de "campeã".

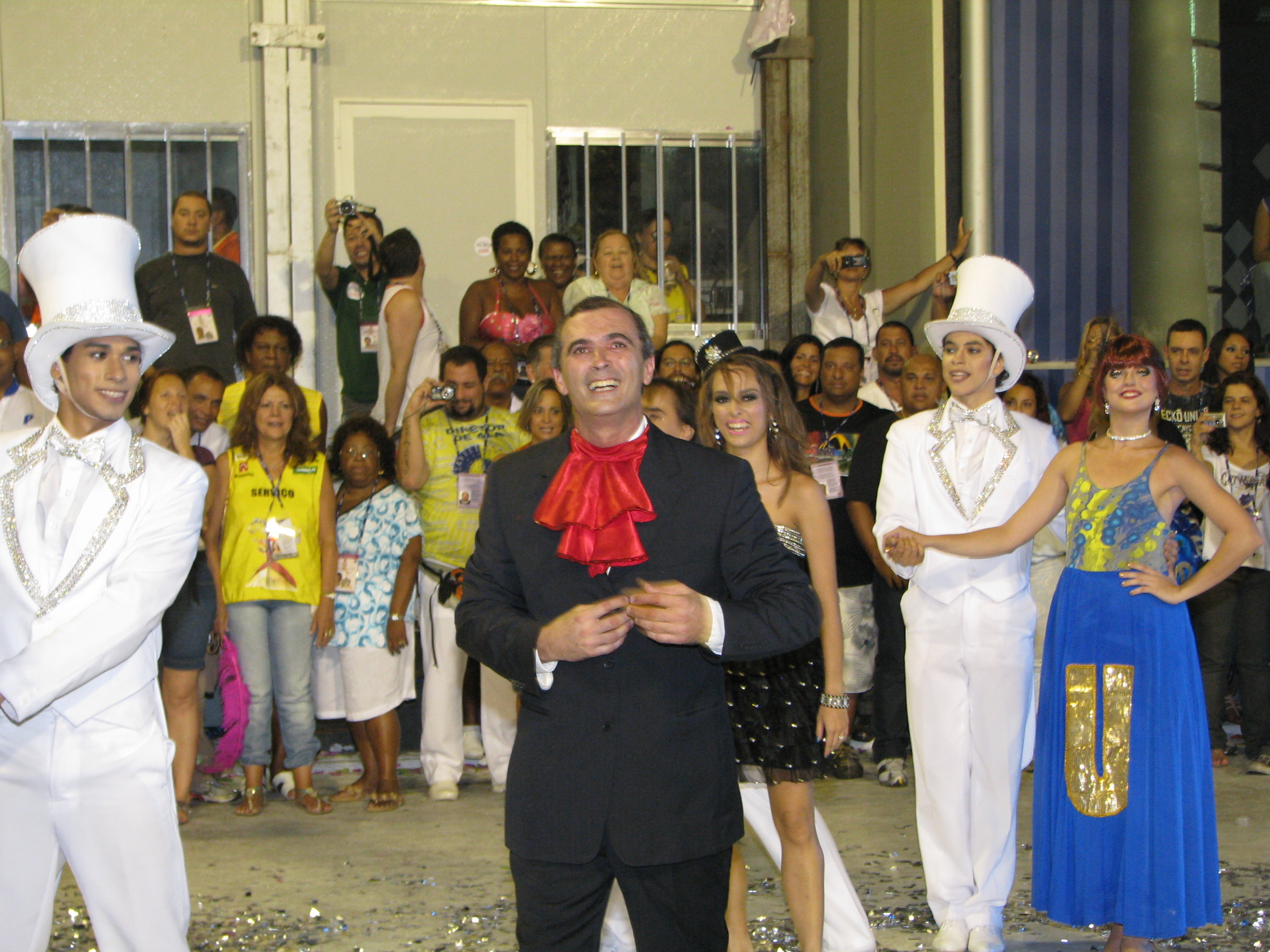
Paulo Barros participou da Comissão de Frente no Desfile das Campeãs.

Um dos destaques do desfile foi a Comissão de Frente, coreografada por Priscilla Mota e Rodrigo Negri, em que bailarinas trocavam de roupa em segundos através de truques de ilusionismo. Vencedora de todos os prêmios do ano, a Comissão é considerada antológica e um marco que influenciou o quesito nos anos seguintes. O sucesso da Comissão rendeu diversos contratos para seus integrantes se apresentarem em shows e eventos. A Tijuca ainda recebeu a maioria dos prêmios de melhor escola, incluindo o Estandarte de Ouro. Confirmando a expectativa, a Tijuca foi campeã do carnaval de 2010, conquistando seu segundo título na folia carioca, quebrando o longo jejum de 74 anos sem vencer na elite do carnaval. Dos cinquenta julgadores do carnaval, apenas cinco não deram nota máxima pra escola, sendo que, quatro dessas notas foram descartadas seguindo o regulamento do concurso. Com isso, a escola perdeu apenas um décimo, no quesito Bateria, vencendo o carnaval com cinco décimos de vantagem sobre a vice-campeã, Grande Rio.
- 2011: "Esta Noite Levarei Sua Alma"

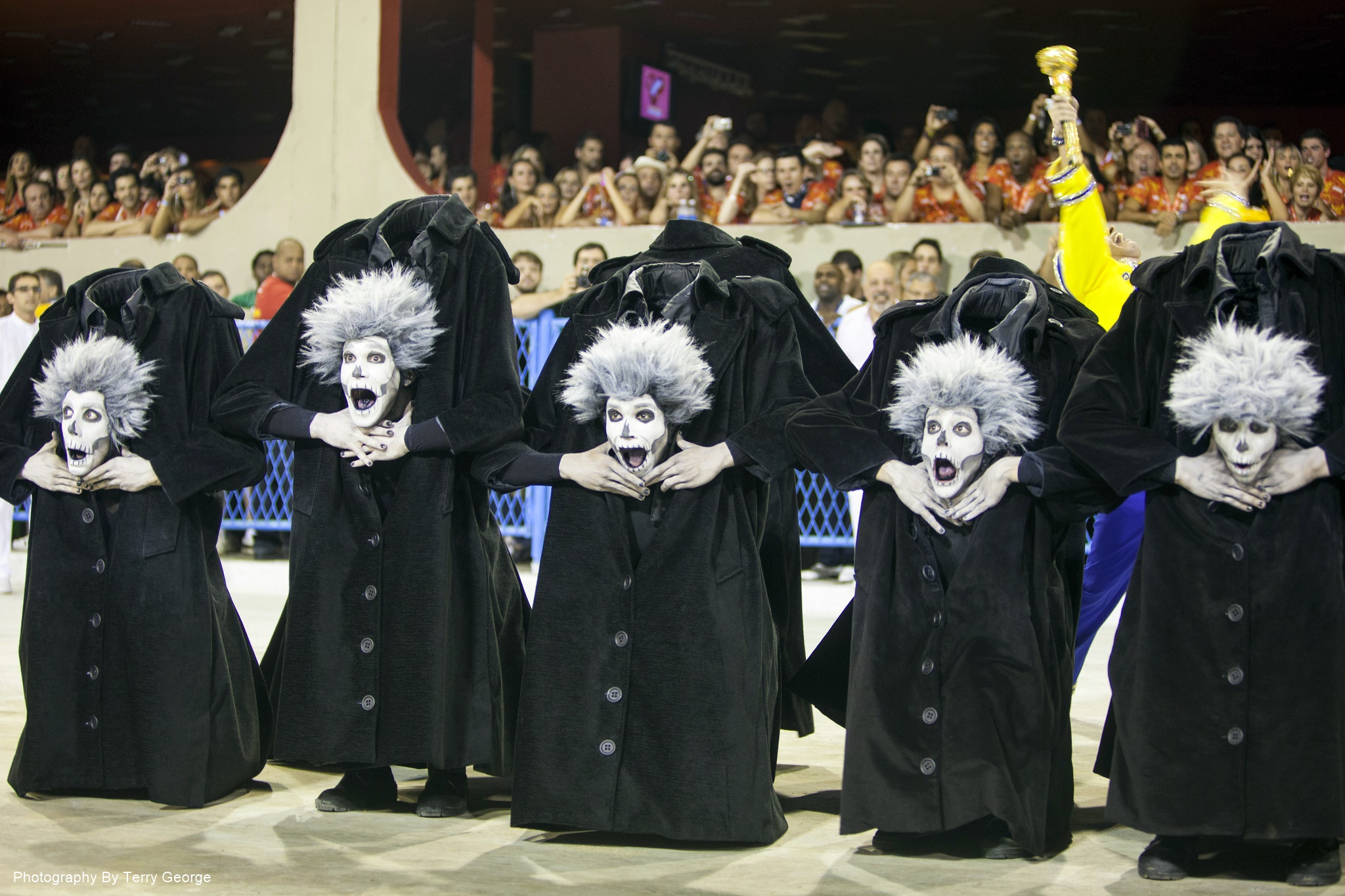
Truque de ilusionismo na Comissão de Frente do desfile vice-campeão de 2011.

Mantendo toda a equipe campeã, a Tijuca realizou um desfile sobre o medo no cinema. No enredo proposto por Paulo Barros, Caronte (personagem mitológico que carregava as almas dos recém-mortos) leva o expectador para um passeio no cinema, exibindo filmes de terror e suspense, mas a visita deixa o expectador confiante a encarar seus medos e acaba não sendo tão aterrorizante quanto Caronte planejava. A Tijuca foi a quarta escola a se apresentar na primeira noite (domingo) do Grupo Especial de 2011. Assim como no ano anterior, a Comissão de Frente foi um dos destaques do desfile, realizando um truque de ilusionismo onde os componentes "desprendiam" a cabeça do pescoço. José Mojica Marins, o Zé do Caixão, desfilou na última alegoria, homenageando o cinema brasileiro. A escola foi aclamada pelo público presente no Sambódromo com gritos de "bicampeã". Paulo Barros também foi ovacionado na Sapucaí. Especialistas elogiaram a criatividade do desfile, listando a escola entre as favoritas ao título, mas apontaram que o enredo "perdeu o foco" ao abordar filmes que não eram de terror.

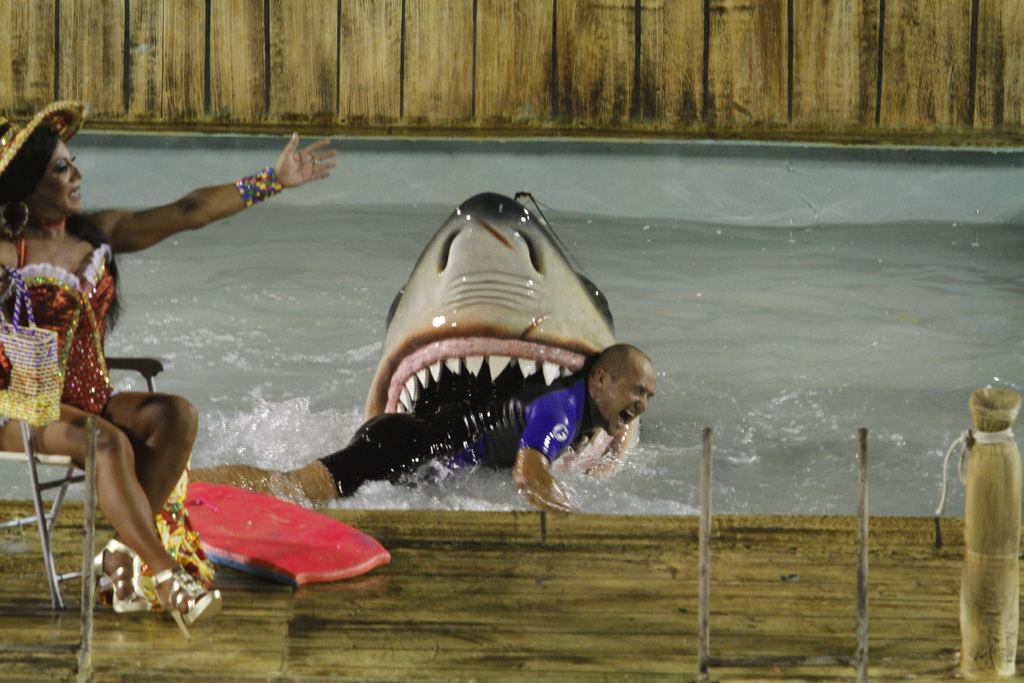
Alegoria em referência ao filme Tubarão.

A Tijuca recebeu o prêmio Estrela do Carnaval de melhor desfile do ano. A escola também teve a Comissão de Frente e o casal de mestre-sala e porta-bandeira mais premiados do ano. Com o desfile, a escola conquistou o vice-campeonato do carnaval de 2011, perdendo o título para a Beija-Flor, que homenageou o cantor Roberto Carlos. A Tijuca conseguiu a pontuação máxima nos quesitos Alegorias, Bateria, Comissão de Frente e Fantasias. Enredo foi o quesito mais despontuado, perdendo quatro décimos. O presidente da Tijuca, Fernando Horta, reclamou da diferença de 1,4 pontos entre as duas primeiras colocadas. Enquanto Paulo Barros ironizou a derrota, dizendo que em 2012 faria um desfile sobre Neguinho da Beija-Flor para "só ganhar notas dez". O desfile marcou a despedida de Adriane Galisteu do posto de Rainha de Bateria após cinco carnavais na agremiação.
- 2012: "O Dia em Que Toda a Realeza Desembarcou na Avenida para Coroar o Rei Luiz do Sertão"

Quinta escola a se apresentar na segunda noite (segunda-feira) do Grupo Especial de 2012, a Tijuca prestou um tributo a Luiz Gonzaga, morto em 1989. O ano de 2012 marcou o centenário de nascimento do cantor pernambucano. No enredo desenvolvido por Paulo Barros, a realeza de todo o mundo chegava ao Brasil para a festa de coroação de Luiz Gonzaga como o "Rei do Sertão". Entre os reis e rainhas representados no desfile estavam o "Rei do futebol", Pelé; o "Rei do Pop", Michael Jackson; o "Rei do Rock", Elvis Presley; o "Rei" Roberto Carlos; o Rei D. João VI; e a Rainha Elizabeth. Assim como nos anos anteriores, a Comissão de Frente foi um dos destaques do desfile, contando com a participação do ginasta romeno Ioan Veniamin, que se movimentava dentro de uma espécie de "mola maluca", simbolizando a "alma da sanfona". A apresentação recebeu aplausos e gritos de "é campeã" do público presente no Sambódromo. A bateria de Mestre Casagrande realizou bossas no ritmo de forró. Gracyanne Barbosa desfilou como Rainha de Bateria. Especialistas elogiaram o desfile, listando a escola entre as favoritas ao título junto com Vila Isabel e Salgueiro. A Tijuca recebeu o Troféu Tupi de melhor escola do ano. A Comissão de Frente recebeu os prêmios Gato de Prata e Troféu SRzd. A escola ainda recebeu o Estandarte de Ouro de melhor ala para os "Bonecos de Barro". A Tijuca foi a campeã do carnaval de 2012 com dois décimos de vantagem sobre o vice-campeão, Salgueiro, conquistando seu terceiro título na elite da folia carioca. A escola conseguiu a pontuação máxima em quase todos os quesitos, perdendo apenas um décimo em Alegorias e Adereços.
- 2013: "Desceu num Raio, É Trovoada. O Deus Thor Pede Passagem para Mostrar nessa Viagem a Alemanha Encantada"

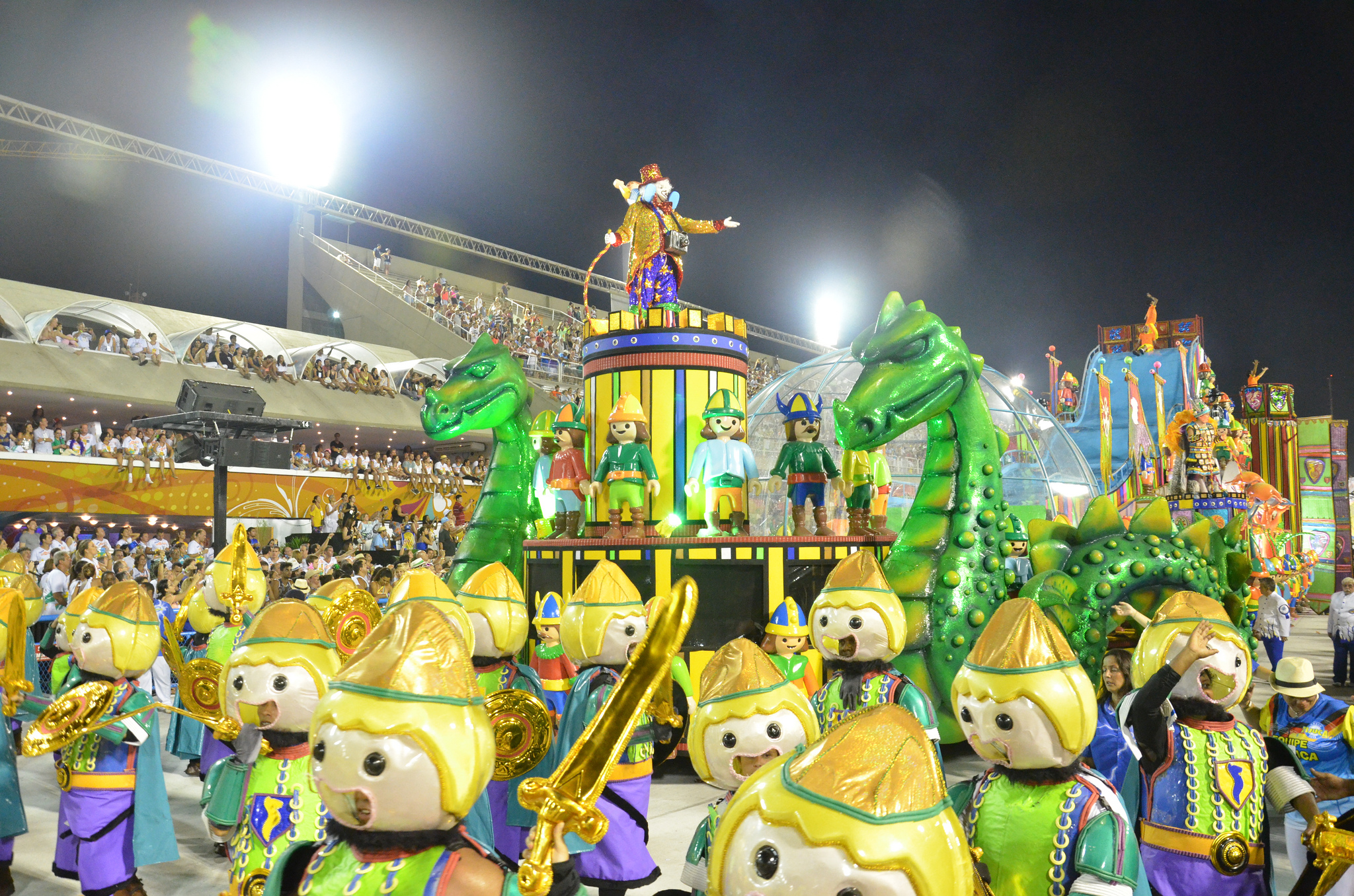
Desfile da Tijuca no carnaval de 2013.

Tentando o bicampeonato consecutivo, Paulo Barros elaborou um enredo sobre a Alemanha, uma vez que em 2013 foi celebrado o "Ano da Alemanha no Brasil". A Tijuca foi a terceira escola a se apresentar na primeira noite (domingo) do Grupo Especial do carnaval de 2013. Especialistas elogiaram a criatividade do desfile, mas apontaram diversos problemas que deixariam a escola de fora da disputa direta pelo título. O carro abre-alas bateu na grade do Setor 1 e teve uma pequena parte danificada. O mesmo carro teve dificuldade para deixar a pista após o desfile e precisou ser serrado para liberar a passagem dos outros carros. A segunda alegoria teve um princípio de incêndio controlado pelos bombeiros. Na mesma alegoria, vários componentes passaram mal devido ao calor e também foram socorridos pelos bombeiros, que permaneceram no carro durante todo o desfile. Os problemas causaram aberturas de "buracos" (espaços vazios) entre as alas. Entre os destaques do desfile estava a Comissão de Frente, onde componentes, fantasiados de Deus Thor, simulavam a levitação de machados, que, na verdade, estavam presos por fios de náilon transparentes. A atriz Juliana Alves fez sua estreia como Rainha de Bateria, recebendo diversas premiações como Gato de Prata; Troféu Tupi; e Prêmio Veja. Apesar dos problemas, a Tijuca se classificou em terceiro lugar, conseguindo a pontuação máxima na maioria dos quesitos. O quesito mais despontuado foi Samba-enredo, com a perda de três décimos. Após o carnaval, a escola dispensou o intérprete Bruno Ribas; o diretor Ricardo Fernandes; e o casal Marquinhos e Giovanna.
- 2014: "Acelera, Tijuca!"

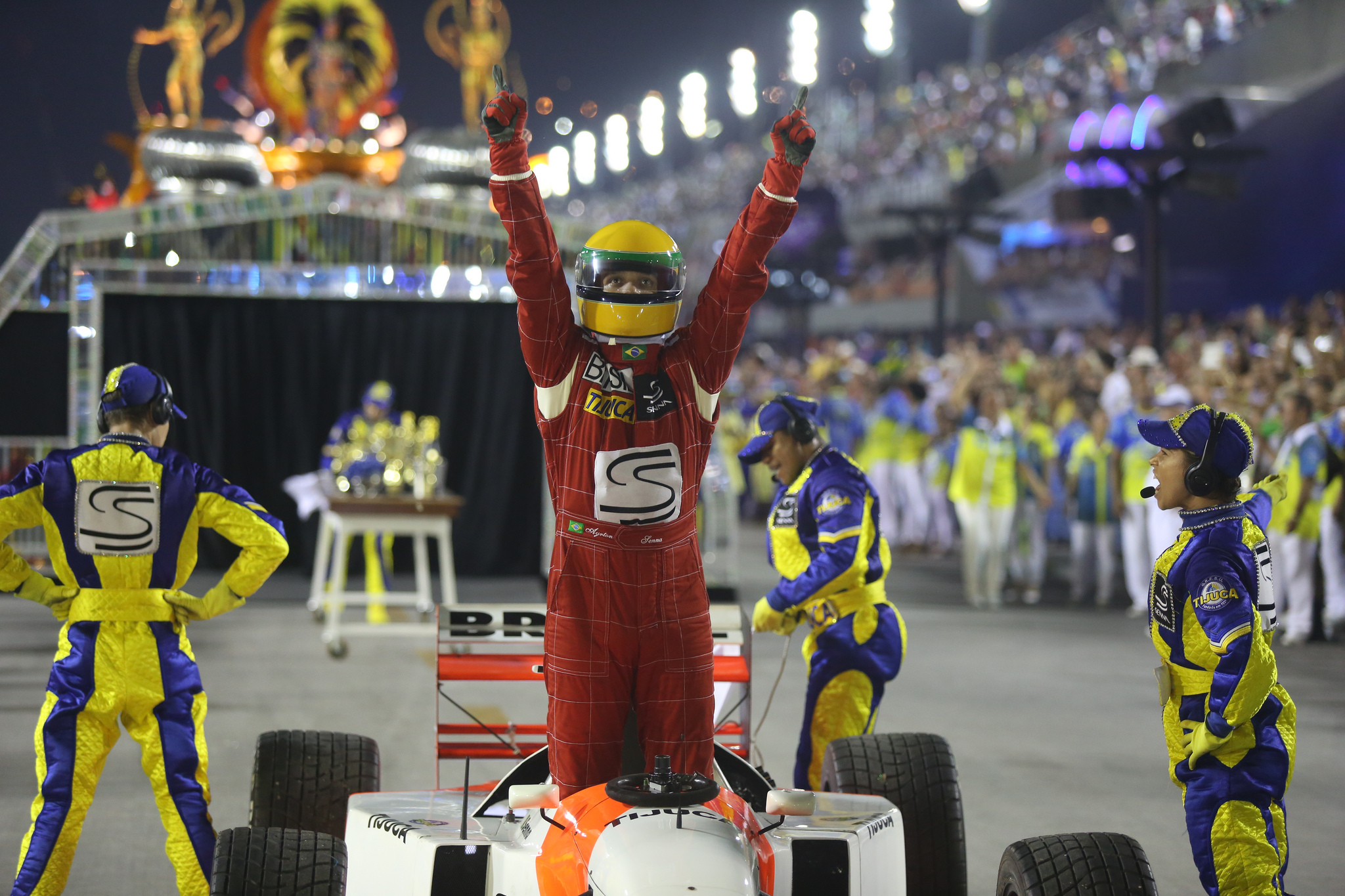
Comissão de Frente da Tijuca, com uma réplica da McLaren de Ayrton Senna, no desfile campeão de 2014.

Para o carnaval de 2014, a Tijuca contratou o intérprete Tinga e o casal de mestre-sala e porta-bandeira Julinho Nascimento e Rute Alves. Os três estavam na Unidos de Vila Isabel, onde foram campeões do carnaval de 2013. Fernando Costa assumiu a Direção de Carnaval; enquanto Paulinho Haiti assumiu a Direção de Harmonia. No ano em que se completaram duas décadas da morte do piloto brasileiro Ayrton Senna, a Tijuca prestou um tributo ao tricampeão mundial de Fórmula 1, morto em 1994. O enredo, desenvolvido por Paulo Barros, simulou uma corrida disputada e vencida por Senna contra competidores inusitados como o velocista jamaicano Usain Bolt; animais rápidos como o Leopardo; invenções do Homem como o trem bala e a internet; personagens do desenho animado Corrida Maluca como Penélope Charmosa e Dick Vigarista; além de outros como Sonic, The Flash e Ligeirinho.

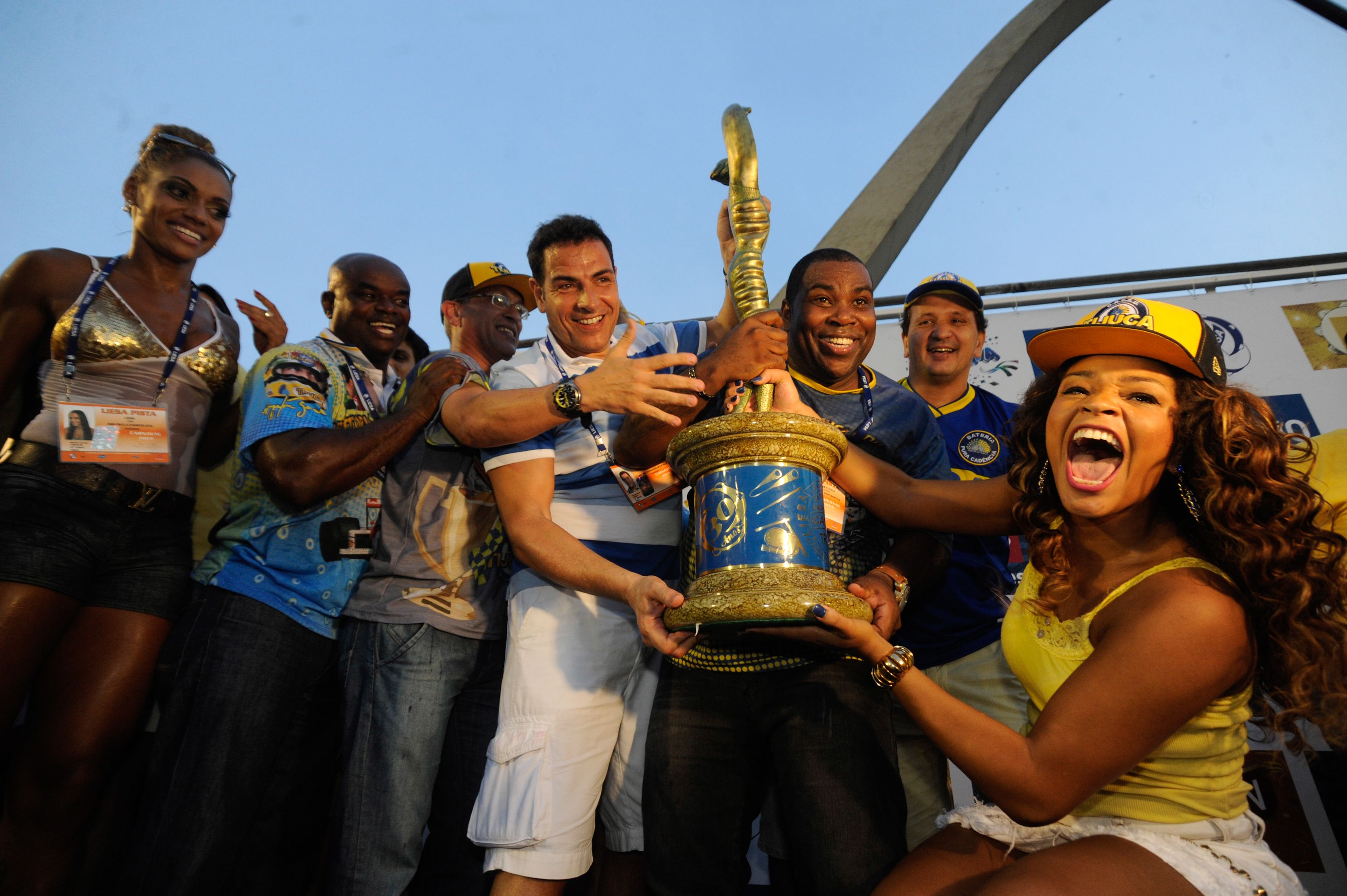
Juliana Alves e Tinga entre outros componentes da Tijuca com o troféu de campeã do carnaval de 2014.

A Tijuca foi a sexta e última escola a se apresentar na segunda noite (segunda-feira) do Grupo Especial, encerrando os desfiles de 2014. Especialistas classificaram o desfile como "correto", listando a escola entre as favoritas ao título junto com Salgueiro e Portela. A Tijuca recebeu o Troféu Apoteose de melhor escola do ano. A bateria Pura Cadência foi a mais premiada do ano, recebendo os prêmios Estrela do Carnaval; S@mba-Net; e Troféu Tupi. A Tijuca foi campeã do carnaval de 2014 com um décimo de vantagem sobre o vice-campeão, Salgueiro, conquistando seu quarto título na elite do carnaval, sendo o terceiro título em cinco anos. A escola conseguiu a pontuação máxima na maioria dos quesitos. O criticado samba-enredo, listado por especialistas entre os piores do ano, foi o quesito mais despontuado, com a perda de cinco décimos. Após o carnaval, a Tijuca perdeu peças importantes de sua equipe: o carnavalesco Paulo Barros se transferiu para a Mocidade Independente de Padre Miguel; enquanto os coreógrafos Priscilla Mota e Rodrigo Negri foram para a Grande Rio.
- 2015: "Um Conto Marcado no Tempo - O Olhar Suíço de Clóvis Bornay"

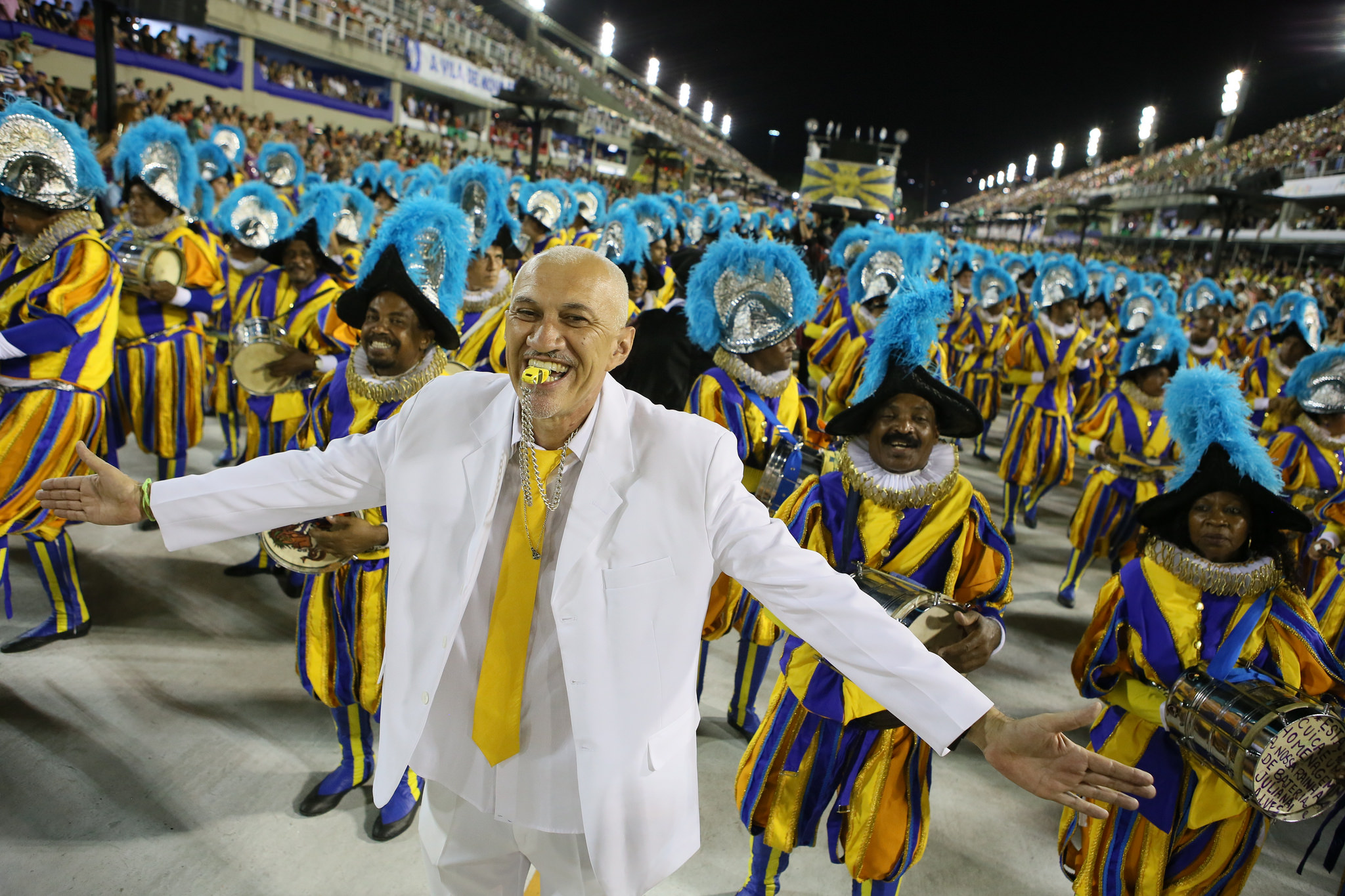
Mestre Casagrande à frente da Pura Cadência no carnaval de 2015. Bateria da Tijuca foi a mais premiada do ano.

Para substituir Paulo Barros, a Tijuca montou uma Comissão de Carnaval formada por Mauro Quintaes, Annik Salmon, Marcus Paulo, Carlos Carvalho e Hélcio Paim. Annik, Marcus e Hélcio já integravam a equipe da Tijuca. Carlos esteve na Tijuca no desfile campeão de 2010. Os quatro se juntaram a Quintaes, carnavalesco com vasta experiência e passagens por diversas escolas. Alex Neoral assumiu o comando da Comissão de Frente. A Tijuca foi a sexta e última agremiação a se apresentar na segunda noite (segunda-feira) do Grupo Especial, encerrando os desfiles do carnaval de 2015. A escola realizou um desfile sobre a Suíça, tendo como ponto de partida o carnavalesco Clóvis Bornay, morto em 2005, que era filho de pai suíço. Especialistas elogiaram o desfile, listando a escola entre as favoritas ao título e apontando que a agremiação manteve o estilo de alegorias coreografadas e fantasias criativas consagrado pelo ex-carnavalesco Paulo Barros. Uma das alegorias tinha uma pista de gelo com patinadores e efeitos especiais simulando neve. O desfile teve patrocínio de empresas suíças, incluindo a Nestlé, que distribuiu chocolates ao público. A bateria da Tijuca recebeu quase todos os prêmios do ano, incluindo o Estandarte de Ouro; Gato de Prata; S@mba-Net; Troféu SRzd; e Tamborim de Ouro. A Tijuca se classificou em quarto lugar, garantindo seu retorno ao Desfile das Campeãs. A escola conseguiu a pontuação máxima na maioria dos quesitos. Assim como no ano anterior, a escola teve seu samba-enredo mal avaliado e, novamente, foi o seu quesito mais despontuado, perdendo quatro décimos. A Tijuca terminou à frente de Paulo Barros, que ficou em sétimo lugar com a Mocidade.
- 2016: "Semeando Sorriso, a Tijuca Festeja o Solo Sagrado"

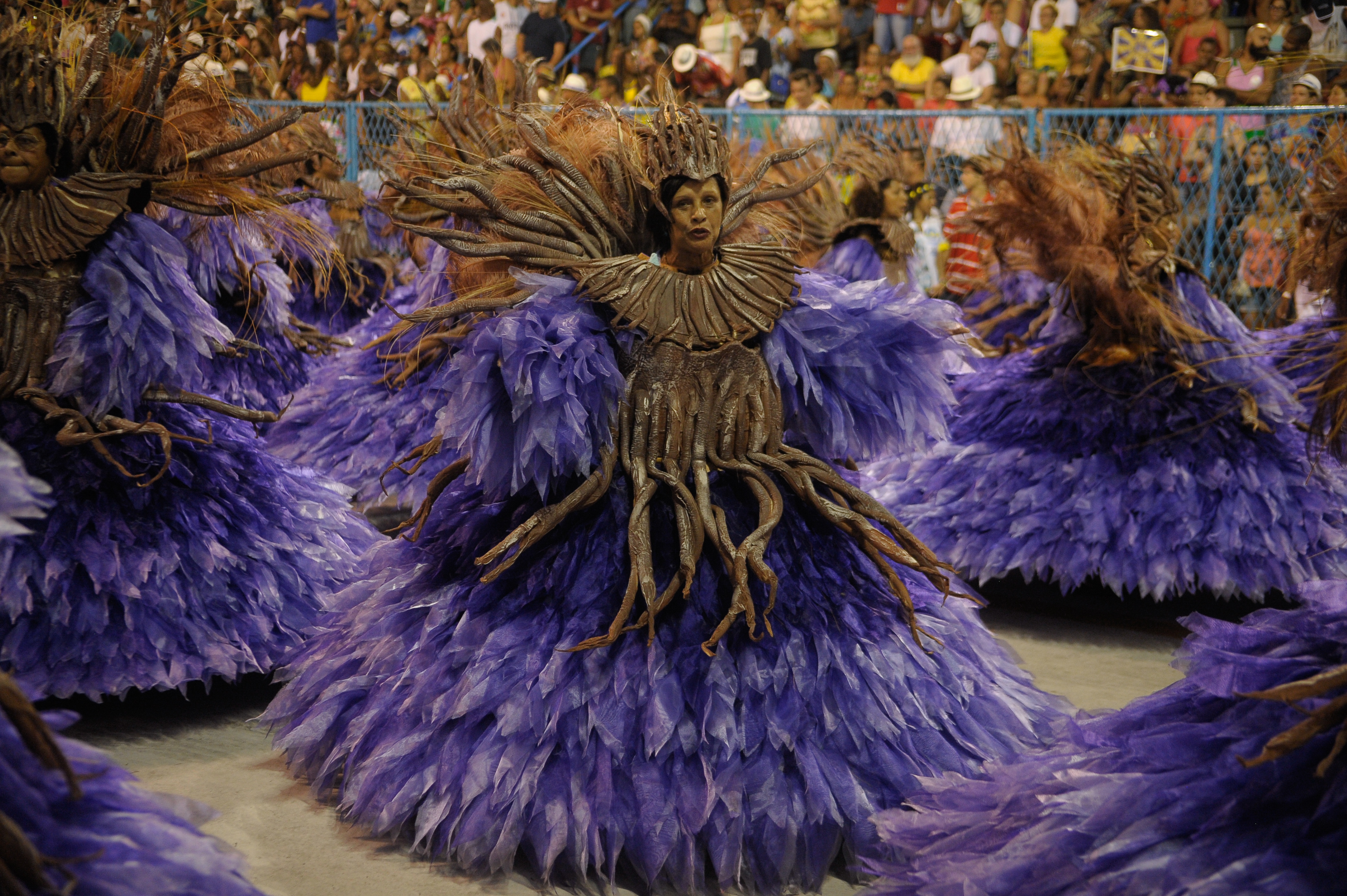
A premiada Ala de Baianas da Tijuca no desfile vice-campeão do carnaval de 2016.

A Tijuca manteve toda a sua equipe para o carnaval de 2016. A escola encerrou a primeira noite (domingo) do Grupo Especial com um enredo sobre a agricultura no Brasil. A Tijuca esperava conseguir um patrocínio financeiro da cidade matogrossense de Sorriso, conhecida como a "Capital Nacional do Agronegócio", o que não se concretizou. Especialistas elogiaram o desfile, destacando a bateria de Mestre Casagrande e o samba-enredo, que tem entre seus compositores o cantor Dudu Nobre. Tinga recebeu os prêmios S@mba-Net e Troféu Sambista de melhor intérprete; enquanto a Ala de Baianas tijucana recebeu o Tamborim de Ouro e o Troféu Sambista. A Tijuca foi vice-campeã com apenas um décimo de diferença para a campeã Mangueira. A escola conseguiu a pontuação máxima na maioria dos quesitos, perdendo apenas dois décimos em Enredo e um décimo em Mestre-sala e Porta-bandeira.
- 2017: "Música na Alma, Inspiração de Uma Nação"

Sem mudanças em sua equipe, a Tijuca escolheu um enredo sobre a música dos Estados Unidos para o carnaval de 2017. Quarta escola a se apresentar na segunda noite (segunda-feira) do Grupo Especial, a Tijuca realizou um desfile dramático. Com menos de dez minutos de apresentação, a parte de cima da segunda alegoria desabou ferindo cerca de doze pessoas. O carro alegórico ficou parado na entrada da pista enquanto era realizado o resgate das vítimas, o que impossibilitou a passagem das demais alegorias. Alas tiveram que passar à frente, o que desorganizou o roteiro do desfile. Após o atendimento às vítimas, o carro atravessou a Marquês de Sapucaí, seguido dos demais. A escola ultrapassou o tempo máximo de desfile em um minuto, sendo penalizada em um décimo. De acordo com o laudo pericial, a responsável pelo acidente foi uma empresa de equipamentos hidráulicos contratada para cuidar da engrenagem de sustentação da alegoria. A escola foi inocentada. Na primeira noite de desfiles, o Paraíso do Tuiuti também teve um grave acidente com uma alegoria desgovernada que atropelou cerca de vinte pessoas. Devidos aos acidentes, a LIESA decidiu cancelar o rebaixamento, mantendo todas as escola no Grupo Especial em 2018. A Tijuca se classificou em penúltimo lugar, o que garantiria sua permanência no Especial mesmo que o descenso fosse mantido. Tinga foi o intérprete mais premiado do ano, recebendo diversos prêmios como Estrela do Carnaval; Gato de Prata; Prêmio SRzd; S@mba-Net e Tamborim de Ouro. Após o carnaval, Julinho e Rute se desligaram da agremiação após quatro anos na escola.
- 2018: "Um Coração Urbano: Miguel, Arcanjo das Artes, Saúda o Povo e Pede Passagem"

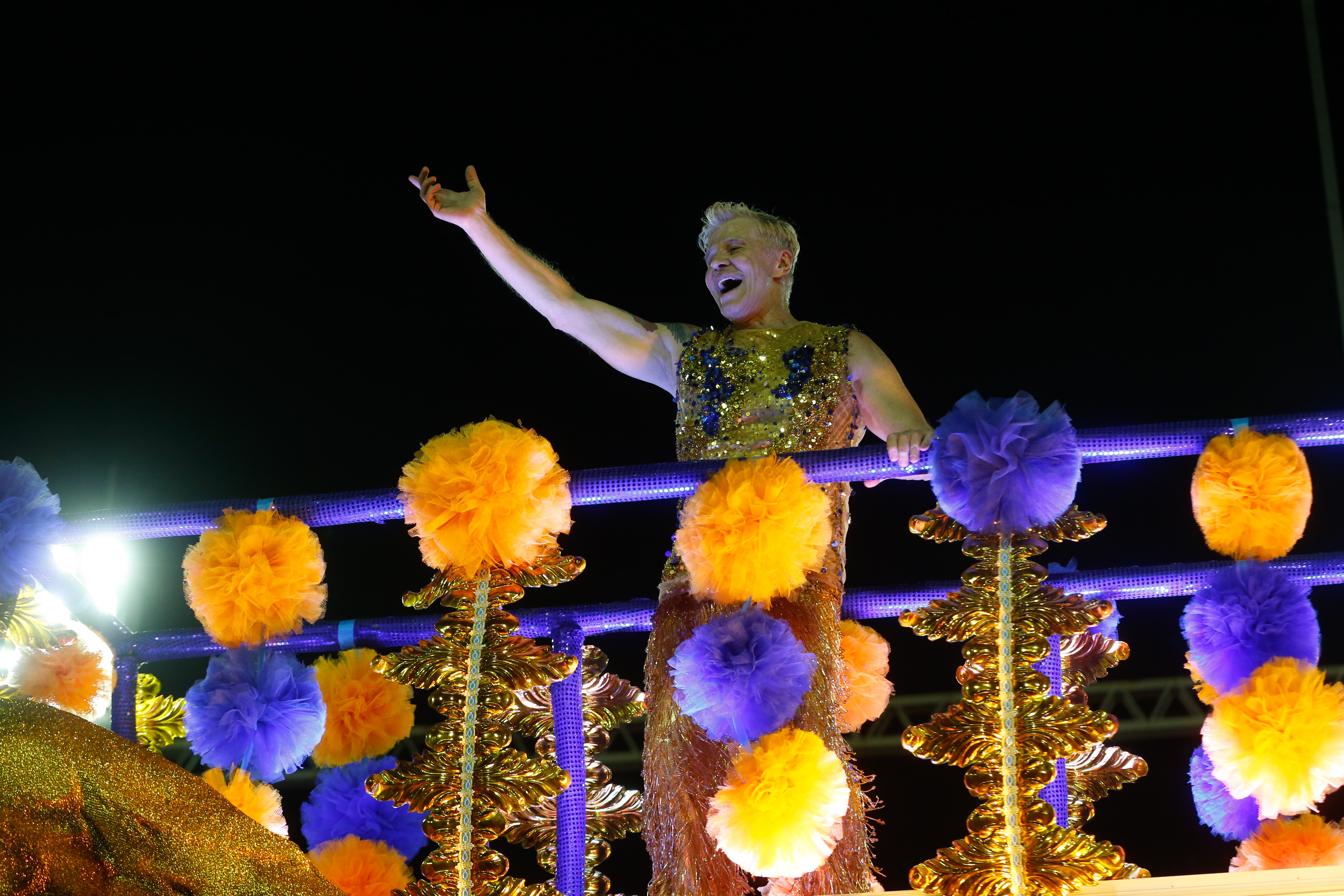
Miguel Falabella no desfile da Tijuca em sua homenagem no carnaval de 2018.

O carnaval carioca passava por um momento conturbado. Em junho de 2017, a Prefeitura do Rio anunciou o corte de 50% do repasse de verbas públicas para as escolas de samba. A decisão causou polêmica visto que em sua campanha à Prefeitura, Marcelo Crivella prometeu manter o patrocínio às agremiações. Bispo licenciado da Igreja Universal do Reino de Deus, Crivella também foi acusado de ser influenciado pela sua religião ao cortar parte da verba do carnaval. A LIESA ameaçou cancelar os desfiles e sambistas organizaram protestos, mas o Prefeito manteve o corte. Sem dinheiro, a LIESA cancelou os ensaios técnicos realizados no sambódromo, após quinze anos bancando o evento. Mauro Quintaes se desligou da escola, que seguiu com a Comissão de Carnaval formada por Annik Salmon, Marcus Paulo e Hélcio Paim. Alex Marcelino e Jackeline Pessanha formaram o novo primeiro casal de mestre-sala e porta-bandeira da escola. Renato Vieira assumiu o comando da Comissão de Frente. Abrindo a segunda noite (segunda-feira) de desfiles do Grupo Especial do carnaval de 2018, a Tijuca homenageou Miguel Falabella, que além de ator, escritor e cineasta, também foi carnavalesco nos anos 90. Participaram do desfile, amigos de Miguel como Arlete Salles, Cissa Guimarães, Claudia Raia e Aracy Balabanian. A atriz Marisa Orth desfilou ao lado da Rainha de Bateria Juliana Alves, interpretando a personagem Magda, do humorístico Sai de Baixo. Miguel desfilou na última alegoria. Especialistas apontaram que a escola conseguiu se recuperar da tragédia do ano anterior, realizando um desfile "correto", mas aquém dos bons momentos do início da década. Tinga foi o intérprete mais premiado do ano, recebendo os prêmios Estandarte de Ouro, Troféu Sambista; e Troféu Vai Dar Samba. A Tijuca se classificou em sétimo lugar. A escola conseguiu a pontuação máxima nos quesitos Bateria, Evolução e Alegorias. O quesito mais despontuado foi Comissão de Frente, com a perda de três décimos. O desfile marcou a despedida de Juliana Alves como Rainha de Bateria após seis carnavais no posto.
- 2019: "Cada Macaco no Seu Galho. Ó, Meu Pai, Me Dê o Pão que Eu não Morro de Fome!"

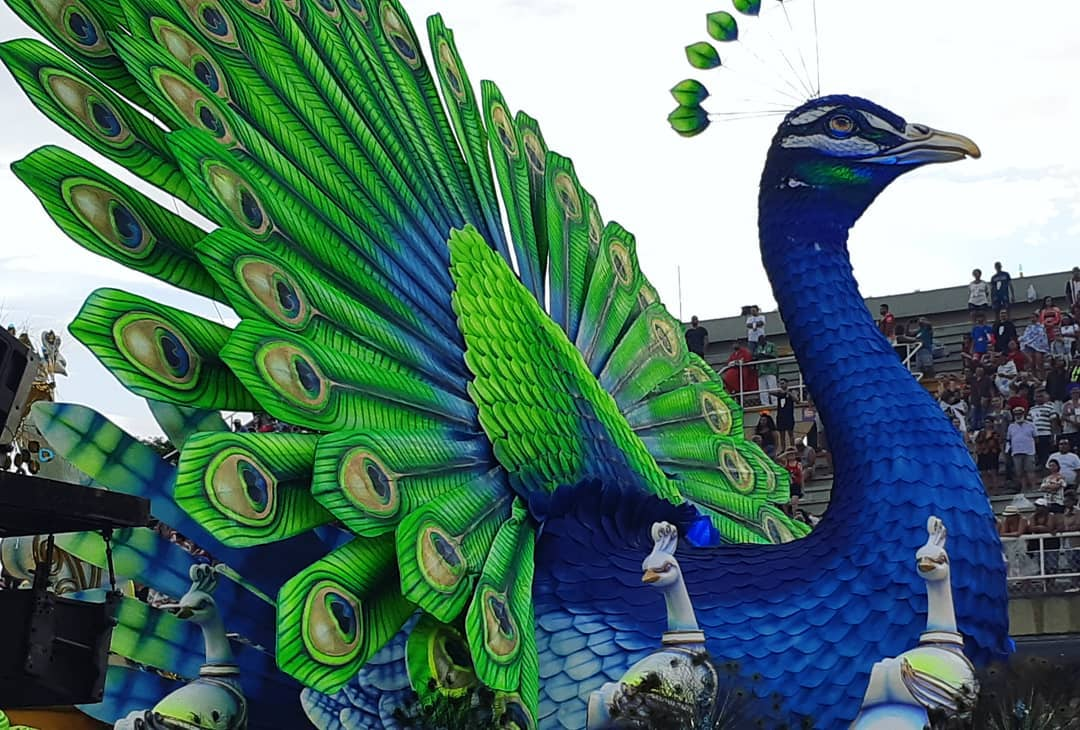
O pavão da Tijuca no carro abre-alas do carnaval de 2019.

Para o carnaval de 2019, a Tijuca promoveu diversas mudanças em sua equipe. Com a transferência de Tinga para a Unidos de Vila Isabel, Wantuir assumiu o posto de intérprete oficial, retornando à escola após onze anos afastado. Raphaela Caboclo assumiu o posto de primeira porta-bandeira, substituindo Jackeline Pessanha, que se transferiu para o Salgueiro. A escola contratou Laíla e Fran Sérgio para integrar a Comissão de Carnaval, se juntando a Annik Salmon, Marcus Paulo, Hélcio Paim. Laíla se juntou a Fernando Costa na Direção de Carnaval e de Harmonia. A escola ainda contratou Jardel Lemos para coreografar a Comissão de Frente. A apresentadora televisiva Elaine Azevedo assumiu o posto de Rainha de Bateria. Pelo segundo ano consecutivo, o prefeito Marcelo Crivella cortou 50% da verba destinada às escolas que desfilam no Sambódromo. Encerrando a primeira noite (domingo) do Grupo Especial, a Tijuca realizou um desfile sobre o pão, abordando a história e a importância do alimento ao longo dos tempos, além da sua relação com a fome e religiosidade. Especialistas elogiaram o desfile, apontando a escola entre as favoritas ao título. O desfile rendeu diversas premiações como o Troféu Explosão in Samba de melhor escola; Estrela do Carnaval de melhor samba-enredo e melhor bateria; S@mba-Net e Tamborim de Ouro de melhor intérprete para Wantuir. Apesar dos elogios, a Tijuca repetiu a sétima colocação do ano anterior, ficando de fora do Desfile das Campeãs. A escola conseguiu a pontuação máxima nos quesitos Bateria, Enredo e Alegorias. O quesito mais despontuado foi Samba-enredo, com a perda de quatro décimos.

### Década de 2020
- 2020: "Onde Moram os Sonhos"

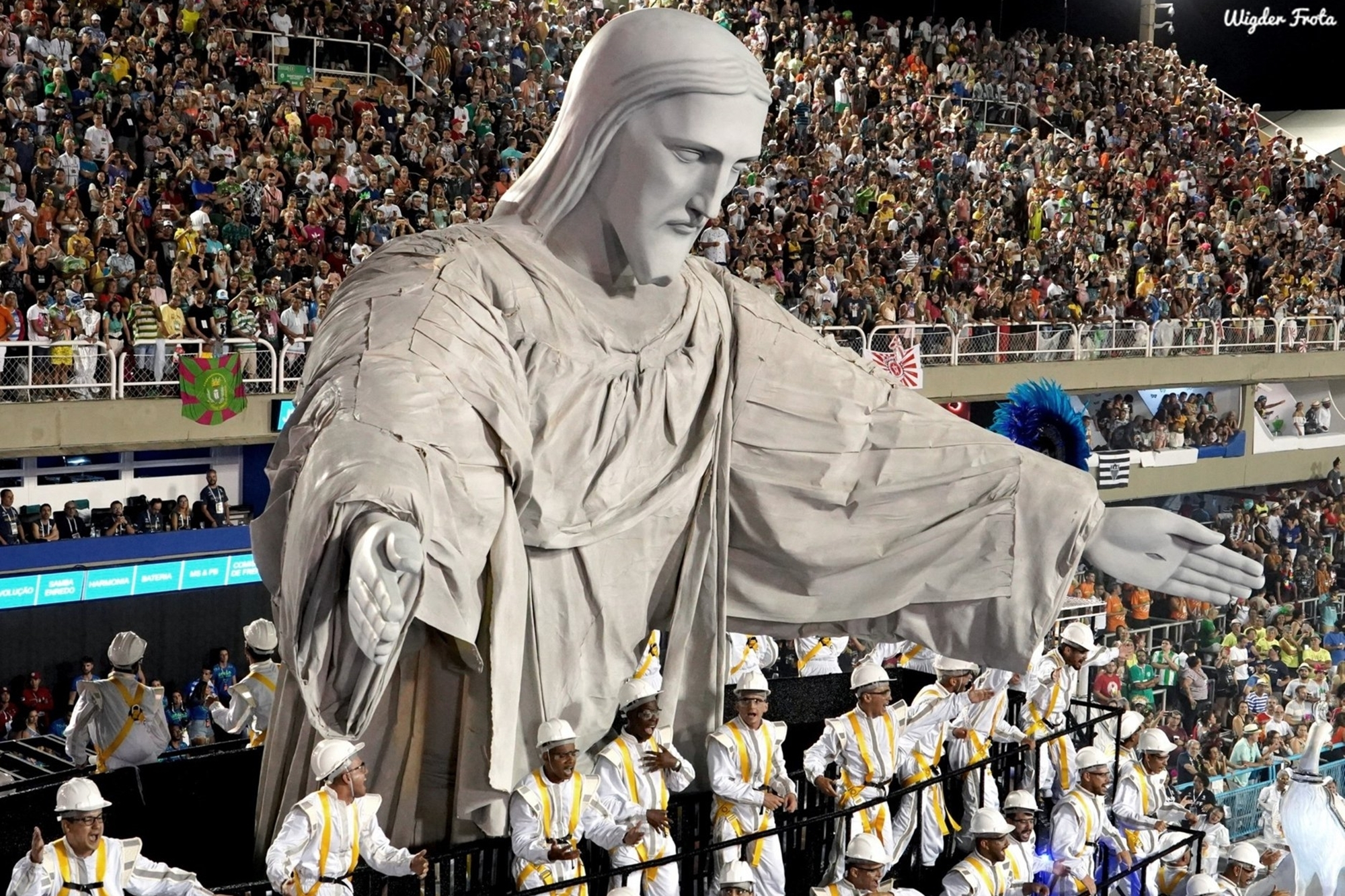
Desfile da Tijuca no carnaval de 2020.

Após dois anos cortando a verba dos desfiles pela metade, o prefeito Marcelo Crivella decidiu cortar toda a subvenção das escolas que desfilam no Sambódromo. Para o carnaval de 2020, a Tijuca extinguiu sua comissão de carnaval, oficializando a volta do carnavalesco Paulo Barros, tricampeão com a escola em 2010/2012/2014. Barros desenvolveu um enredo sobre arquitetura e urbanismo. A escola não realizou disputa de samba-enredo, optando por encomendar seu samba aos compositores Jorge Aragão, Fadico, André Diniz, Totonho e Dudu Nobre. Foi a primeira vez que Jorge Aragão compôs um samba-enredo. A cantora Lexa assumiu o posto de rainha de bateria. A Tijuca foi a quarta escola a se apresentar na segunda noite (segunda-feira) do Grupo Especial. Segundo especialistas, houve uma diferença de narrativa entre o samba-enredo, que focava no urbanismo brasileiro, com destaque para as favelas, e o desfile proposto por Paulo Barros, que abordou a arquitetura mundial. O carnavalesco utilizou pequenos tripés em meio às alas, retratando obras arquitetônicas de todo o mundo, o que resultou numa penalização de um décimo à escola por ultrapassar a quantidade máxima de tripés permitida pelo regulamento. Com o desfile, a escola obteve a nona colocação do carnaval.
- 2021/2022: "Waranã - A Reexistência Vermelha"

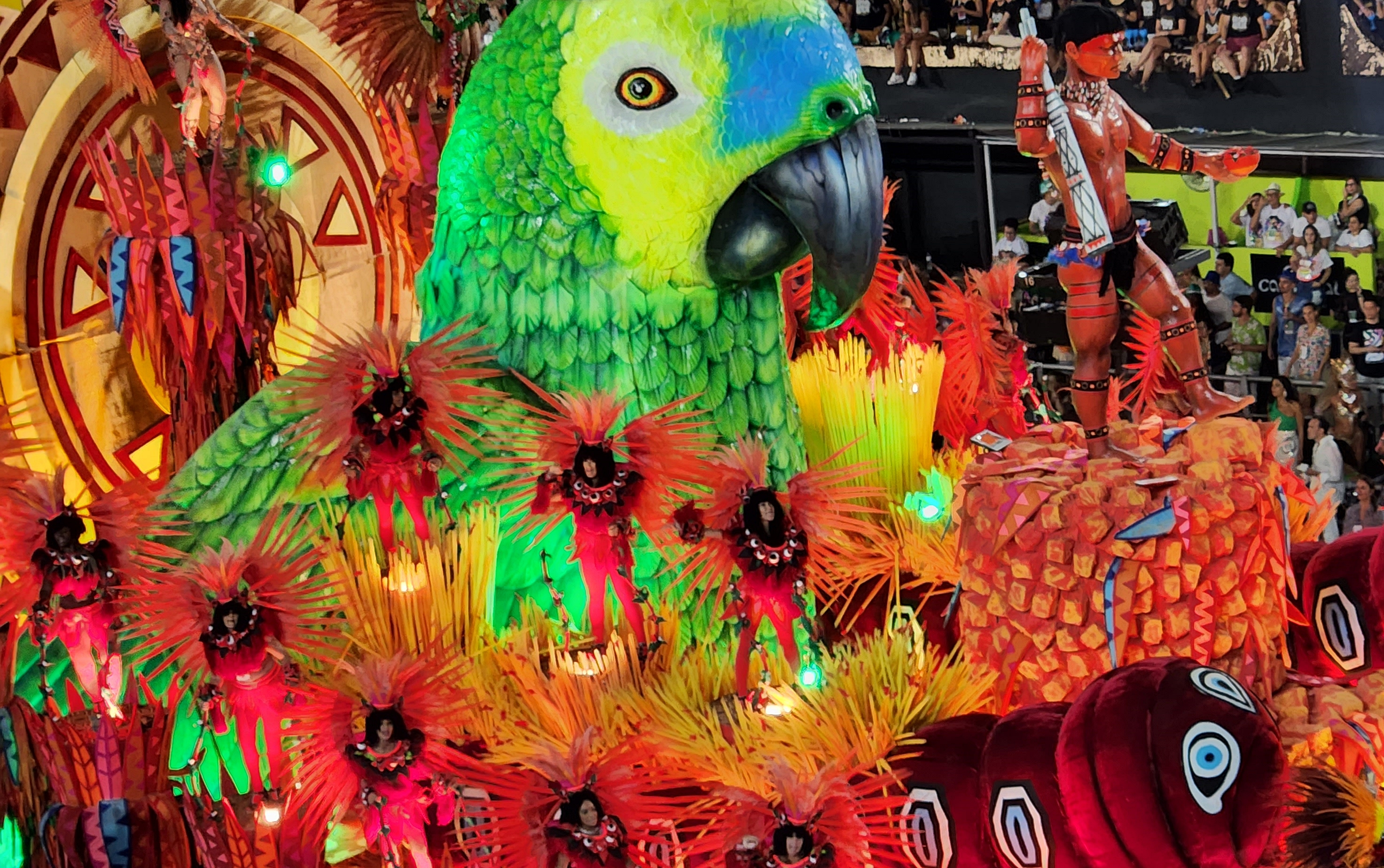
Desfile da Tijuca no carnaval de 2022.

Após o carnaval de 2020, Paulo Barros se desligou da escola, sendo substituído por Jack Vasconcelos, oriundo da Mocidade Independente. Jack desenvolveu um enredo sobre a lenda da origem do guaraná e a formação do povo indígena Sateré Mawé. Após a realização de sua disputa de samba-enredo, a escola efetivou Wic Tavares como intérprete oficial, formando dupla com seu pai, Wantuir. Sérgio Lobato assumiu a direção da Comissão de Frente, substituindo Jardel Lemos. Phelipe Lemos e Denadir Garcia formaram o novo primeiro casal de mestre-sala e porta-bandeira da escola. Com o retorno de Eduardo Paes à Prefeitura do Rio de Janeiro, a subvenção voltou a ser paga às agremiações. Devido ao avanço da Pandemia de COVID-19 em todo o mundo, o desfile das escolas de samba de 2021 foi cancelado, sendo a primeira vez, desde a criação do concurso, em 1932, que o evento não foi realizado. Com o agravamento da pandemia, as escolas paralisaram as atividades presenciais nas quadras e barracões, mas seguiram se programando para o desfile futuro. No final do ano, com a campanha de vacinação contra a COVID e a diminuição de mortes pela doença, as escolas retomaram os ensaios para o carnaval de 2022. Por causa do aumento dos casos de COVID no país, devido ao avanço da variante Ómicron, o desfile das escolas de samba que ocorreriam no carnaval de 2022 foram adiados para abril do mesmo ano, durante o feriado de Tiradentes. A Unidos da Tijuca foi a quarta escola a se apresentar na segunda noite (sábado) do Grupo Especial de 2022. Apesar de fazer um desfile elogiado por público e crítica, a escola se classificou novamente em nono lugar. Wic Tavares recebeu o Estandarte de Ouro de revelação do ano.
- 2023: "É Onda que Vai... É Onda que Vem... Serei a Baía de Todos os Santos a Se Mirar no Samba da Minha Terra"

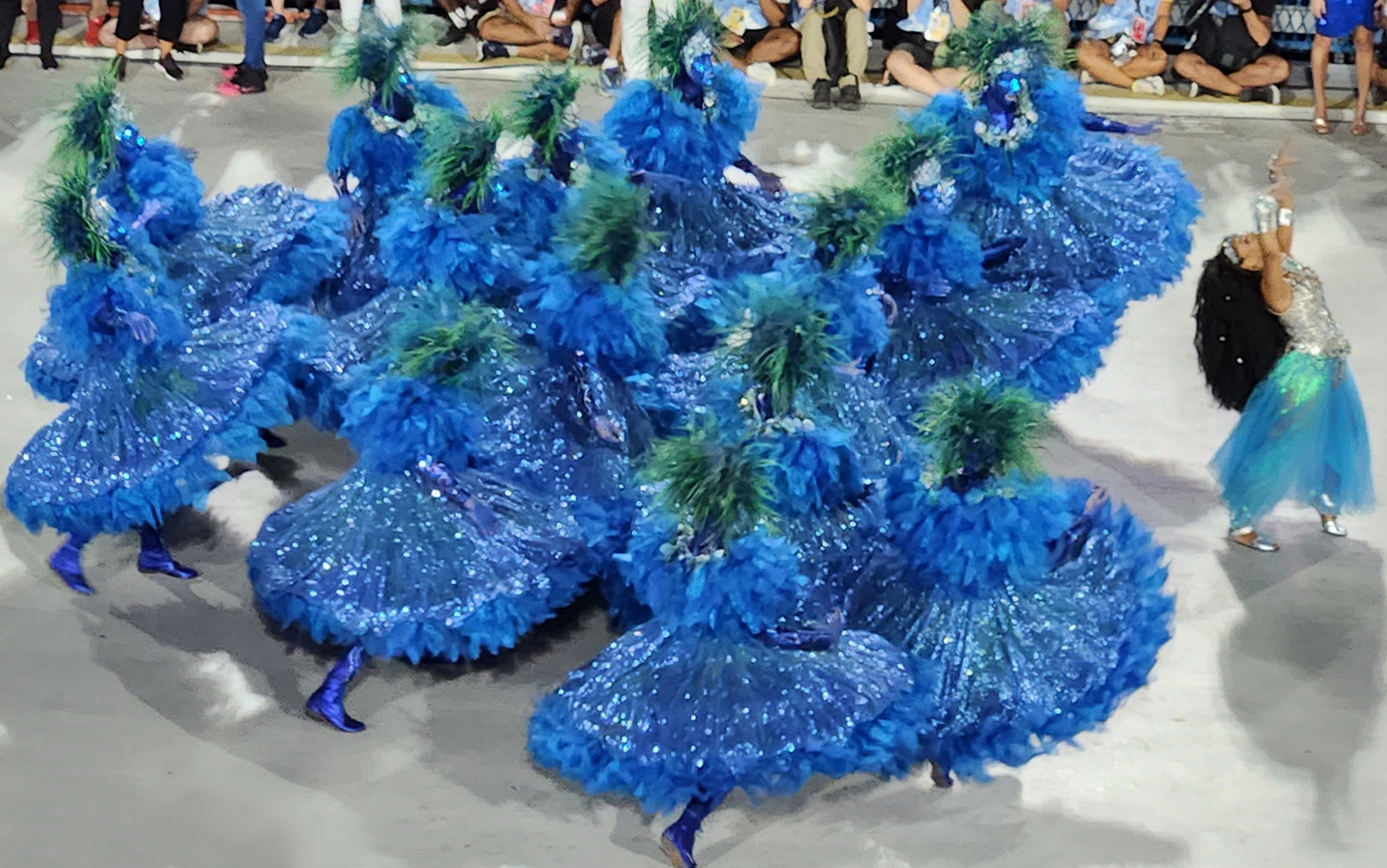
A premiada Comissão de Frente do carnaval de 2023 teve a participação de Juliana Alves.

Para o carnaval de 2023, a escola manteve Jack Vasconcelos, que desenvolveu um enredo sobre a Baía de Todos os Santos, a maior baía do Brasil e a segunda maior do mundo, localizada no estado da Bahia. Com a saída de Phelipe Lemos para a Imperatriz Leopoldinense, a Tijuca promoveu seu segundo mestre-sala, Matheus André, ao posto de primeiro, formando dupla com Denadir Garcia. A Unidos da Tijuca foi a quarta escola a se apresentar na primeira noite (domingo) do Grupo Especial. O desfile começou forte, com uma comissão de frente impactante e que chamou a atenção do público e da crítica, porém, em seguida, apresentou alegorias e fantasias aquém do esperado e a Tijuca se viu distante da esperança de título. Na quarta-feira de cinzas, após a apuração, ficou com um tímido nono lugar, repetindo a colocação dos dois últimos anos. A comissão de frente do desfile recebeu os prêmios Estrela do Carnaval, Gato de Prata e Troféu Tupi. Após o carnaval, a escola dispensou Jack Vasconcelos, a porta-bandeira Denadir Garcia e a dupla de intérpretes Wic e Wantuir.
- 2024: "O Conto de Fados"

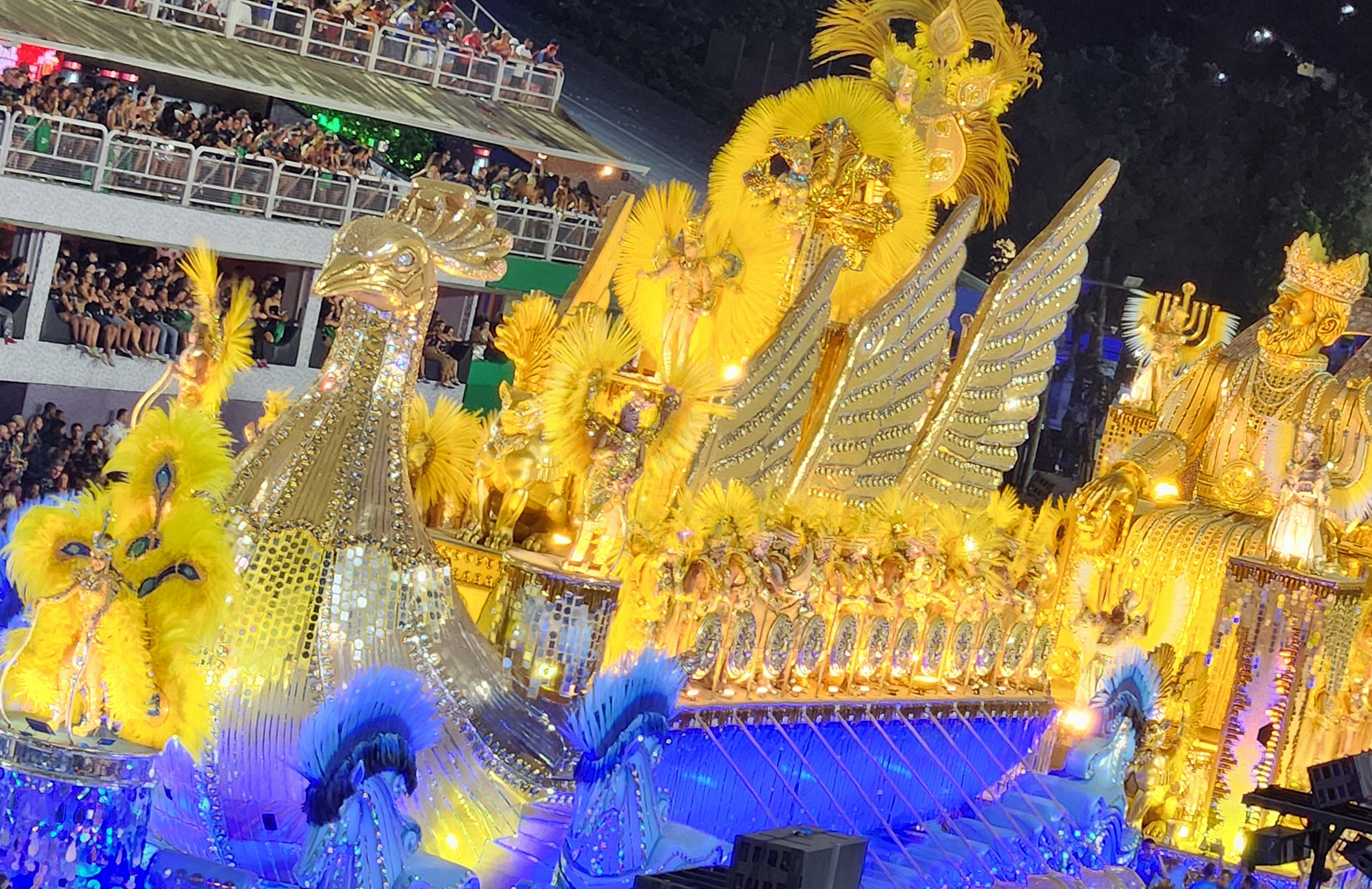
Abre-alas da Tijuca no carnaval de 2024.

Para o carnaval de 2024, a Tijuca contratou o carnavalesco Alexandre Louzada, que desenvolveu o enredo "O Conto de Fados", sobre lendas e histórias populares de Portugal. Ito Melodia assumiu o posto de intérprete oficial. Demitida da Portela, a porta-bandeira Lucinha Nobre retornou a Unidos da Tijuca, formando dupla com Matheus André. A Tijuca foi a quinta escola a se apresentar na primeira noite (domingo) do Grupo Especial. Especialistas elegeram a bateria de Mestre Casagrande como o destaque da apresentação e apontaram que o samba-enredo não empolgou o público, propiciando um desfile "morno". No julgamento oficial do carnaval, a Tijuca perdeu pontos em quase todos os quesitos, com exceção de Bateria e Evolução, que garantiram a pontuação máxima. As maiores perdas foram em Enredo (nove décimos) e Samba-Enredo (sete décimos). A escola se classificou na penúltima colocação, o pior resultado desde o seu retorno ao Grupo Especial, junto com o carnaval de 2017, quando também ficou em penúltimo lugar. A bateria da escola recebeu o prêmio S@mba-Net. Após o carnaval, Alexandre Louzada foi desligado da escola. Os coreógrafos da Comissão de Frente, Sérgio Lobato e Patrícia Salgado, e o diretor de carnaval, Marquinho Marino, pediram demissão.
- 2025: "Logun-Edé - Santo Menino que Velho Respeita"

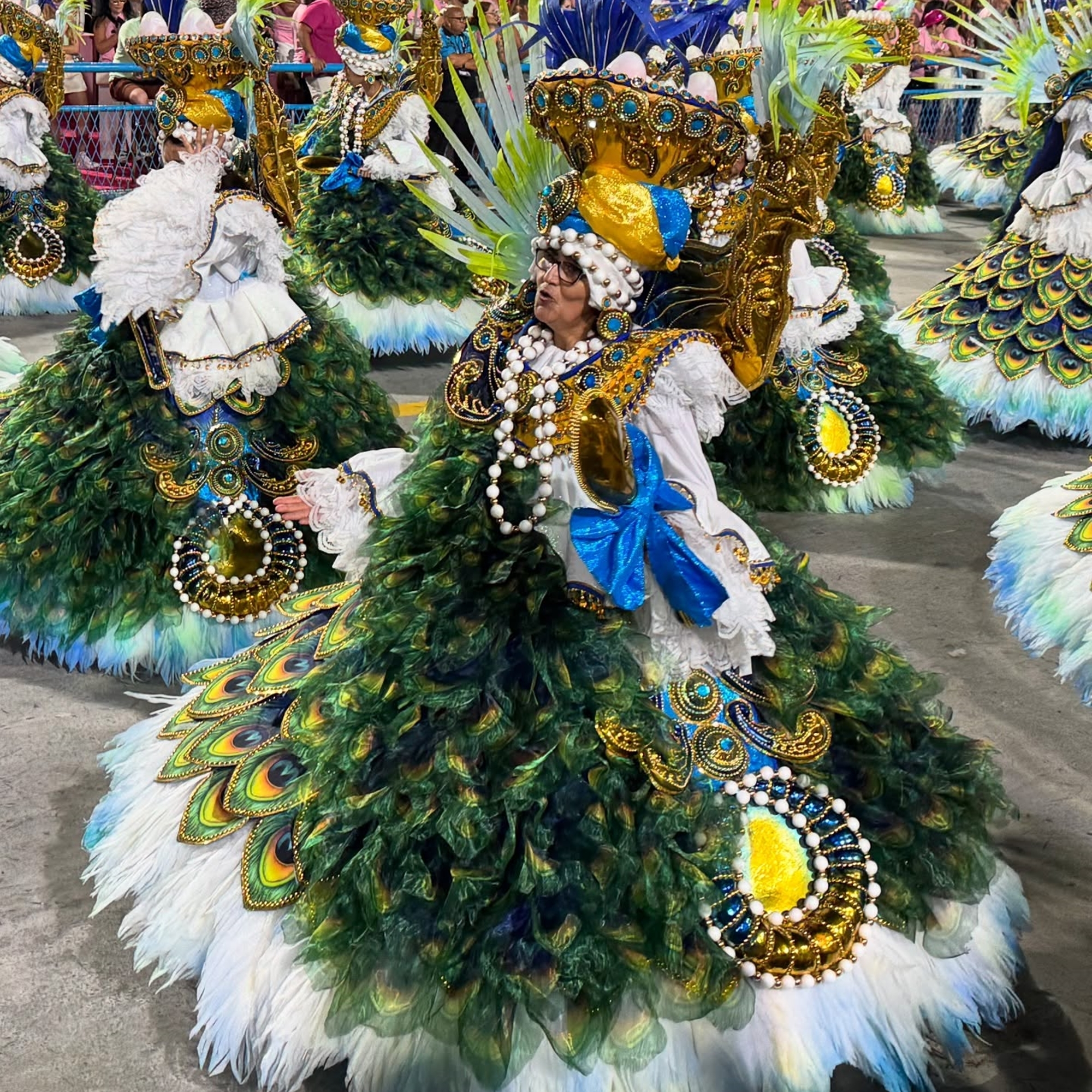
As premiadas baianas da Tijuca no carnaval de 2025.

Para o carnaval de 2025, a Tijuca contratou o carnavalesco Edson Pereira, que desenvolveu um enredo sobre o orixá Lógun Ẹ̀dẹ. Para assumir a Comissão de Frente, foram contratadas as coreógrafas Ariadne Lax e Bruna Lopes. A partir de 2025, o desfile do Grupo Especial passou a ser dividido em três noites, com quatro escolas se apresentando em cada noite. A Tijuca foi a primeira escola a se apresentar na segunda noite (segunda-feira). Especialistas elogiaram a bateria de Mestre Casagrande, a harmonia da escola e o desempenho de Ito Melodia, mas apontaram problemas de evolução e de acabamento nas alegorias. A Ala de Baianas recebeu os prêmios Estandarte de Ouro e Estrela do Carnaval. Ito Melodia também recebeu o Estandarte de Ouro de melhor intérprete do ano. A escola desfilou sem rainha de bateria em respeito à Lexa, ex-rainha, que perdeu sua filha recém nascida, pouco antes do carnaval. Com o desfile, a Tijuca se classificou em nono lugar. A escola conseguiu a pontuação máxima apenas nos quesitos Bateria, Mestre-sala e Porta-bandeira e Samba-enredo. Após o carnaval, a escola surpreendeu ao demitir Ito Melodia. Em nota, o intérprete se disse "surpreso e desrespeitado" ao saber de sua demissão por meio das redes sociais da escola.
- 2026: "Carolina Maria de Jesus"

Marquinho Art'Samba assumiu o posto de intérprete oficial; enquanto Elisa Fernandes se juntou a Fernando Costa na Direção de Carnaval. Para o carnaval de 2026, Edson Pereira elaborou um enredo em homenagem à escritora Carolina Maria de Jesus, morta em 1977 e conhecida por retratar com profundidade a vida nas favelas e as desigualdades sociais. Em entrevista ao Site Carnavalesco, o presidente da agremiação, Fernando Horta, demonstrou confiança no desempenho da agremiação. “Podem esperar um grande carnaval. Estamos nos preparando para fazer um grande desfile. Talvez um dos maiores carnavais da nossa história”.

## Carnavais
| Legenda: * Sem informação disponível |

| Unidos da Tijuca | Unidos da Tijuca | Unidos da Tijuca | Unidos da Tijuca | Unidos da Tijuca | Unidos da Tijuca        |
| Ano              | Colocação | Grupo | Enredo | Carnavalesco(a) | Ref.                    |
| ---------------- | --- | --- | --- | --- | ----------------------- |
| 1932             | 3.º Lugar | Grupo Único | * | * | [ 229 ]                 |
| 1933             | 3.º Lugar | Grupo Único | "O Mundo do Samba" (Compositor do samba: Nelson de Morais) | * | [ 229 ] [ 230 ]         |
| 1934             | Vice-campeã | Grupo Único | * | * | [ 229 ]                 |
| 1935             | 5.º Lugar | Desfile Oficial | * | * | [ 229 ]                 |
| 1936             | Campeã | Desfile Oficial | "Sonhos Delirantes" (Compositor do samba: Henrique Mesquita) | * | [ 5 ] [ 229 ] [ 231 ]   |
| 1937             | A Polícia não permitiu que a escola desfilasse, pois o evento havia ultrapassado o horário previamente estabelecido | A Polícia não permitiu que a escola desfilasse, pois o evento havia ultrapassado o horário previamente estabelecido | A Polícia não permitiu que a escola desfilasse, pois o evento havia ultrapassado o horário previamente estabelecido                                                                                         | A Polícia não permitiu que a escola desfilasse, pois o evento havia ultrapassado o horário previamente estabelecido | [ 229 ]                 |
| 1938             | Não foi julgada | Desfile Oficial | * | * | [ 229 ]                 |
| 1939             | 6.º Lugar | Desfile Oficial | * | * | [ 229 ]                 |
| 1940             | 7.º Lugar | Desfile Oficial | * | * |                         |
| 1941             | 5.º Lugar | Desfile Oficial | * | * |                         |
| 1942             | 15.º Lugar | Desfile Oficial | * | * | [ 229 ]                 |
| 1943             | Não foi julgada | Desfile Oficial | "Monte Castelo" (Compositor do samba: Nelson de Morais) | * | [ 229 ] [ 232 ]         |
| 1944             | Não desfilou | Não desfilou | Não desfilou | Não desfilou |                         |
| 1945             | Não desfilou | Não desfilou | Não desfilou | Não desfilou |                         |
| 1946             | 8.º Lugar | Desfile Oficial | "Anjos da Paz" | * | [ 229 ]                 |
| 1947             | 8.º Lugar | Desfile Oficial | "Tijuca e Suas Belezas Naturais" | * | [ 229 ]                 |
| 1948             | Vice-campeã | Desfile Oficial | "Assinatura da Lei Áurea" (Compositores do samba: Jaime Portela, Miguel Alves e Nelson de Morais) | * | [ 233 ] [ 229 ]         |
| 1949             | 6.º Lugar | Grupo 1 | "Proclamação da República" (Compositor do samba: Nelson de Morais) | * | [ 229 ] [ 234 ]         |
| 1950             | 3.º Lugar | Grupo 1 | "Homenagem a Santos Dumont" | * | [ 229 ] [ 235 ]         |
| 1951             | 6.º Lugar | Grupo 1 | "Três de Outubro" | * | [ 229 ] [ 236 ]         |
| 1952             | Resultado não apurado                                                                                               | Grupo 1 | "Feira de Nazaré" (Compositor do samba: Rubem Gerardi) | * | [ 229 ]                 |
| 1953             | 5.º Lugar | Grupo 1 | "Também Temos Nossos Heróis: Caxias, Barroso e Santos Dumont" (Compositor do samba: Nelson de Morais) | Miguel Moura | [ 229 ] [ 237 ]         |
| 1954             | 11.º Lugar | Grupo 1 | "400 Anos de Lutas e Glórias - Homenagem ao 4.º Centenário de São Paulo" (Compositor do samba: Nelson de Morais)                                                                                            | Miguel Moura | [ 229 ] [ 238 ]         |
| 1955             | 11.º Lugar | Grupo 1 | "Inferno Verde" (Compositor do samba: Nelson de Morais) | * | [ 229 ] [ 239 ]         |
| 1956             | 6.º Lugar | Grupo 1 | "Sinhá Moça" (Compositor do samba: José dos Reis) | * | [ 229 ] [ 240 ]         |
| 1957             | 11.º Lugar | Grupo 1 | "Sonho de Esmeralda ou Fascinação do Ouro e Diamantes" (Compositor do samba: Zequinha Reis) | * | [ 229 ] [ 241 ]         |
| 1958             | 11.º Lugar | Grupo 1 | "O Patriarca da Independência" (Compositor do samba: Darcy Si Menor) | * | [ 229 ]                 |
| 1959             | 16.º Lugar (Rebaixada)                                                                                              | Grupo 1 | "Heróis e Heroínas" (Compositores do samba: Nelson de Morais e Zequinha Reis) | * | [ 229 ] [ 242 ]         |
| 1960             | 8.º Lugar | Grupo 2 | "Sonho de Bravos" (Compositor do samba: Darcy Si Menor) | * | [ 229 ]                 |
| 1961             | 7.º Lugar | Grupo 2 | "Leilão de Escravos" (Compositores do samba: Cici, Mauro Affonso e Urgel de Castro) | * | [ 229 ] [ 243 ]         |
| 1962             | 7.º Lugar | Grupo 2 | "Rio Pitoresco" (Compositor do samba: Darcy Si Menor) | * | [ 229 ]                 |
| 1963             | 8.º Lugar | Grupo 2 | "Do Oiapoque ao Chuí" (Compositores do samba: Flautinho e Totonho) | * | [ 229 ]                 |
| 1964             | 4.º Lugar | Grupo 2 | "Homenagem ao Rio Grande do Sul" (Compositor do samba: Antônio dos Santos) | * | [ 229 ]                 |
| 1965             | 5.º Lugar | Grupo 2 | * | * | [ 229 ]                 |
| 1966             | 11.º Lugar | Grupo 2 | "O Império em Três Atos" (Compositor do samba: Elias Silva) | * | [ 229 ]                 |
| 1967             | Não desfilou devido ao falecimento do fundador                                                                      | Não desfilou devido ao falecimento do fundador                                                                      | Não desfilou devido ao falecimento do fundador | Não desfilou devido ao falecimento do fundador                                                                      | [ 229 ]                 |
| 1968             | 3.º Lugar | Grupo 2 | "Danças do Brasil" (Compositores do samba: Flautinho e Totonho) | * | [ 229 ]                 |
| 1969             | 8.º Lugar | Grupo 2 | "Tijuca Sempre Jovem" (Compositor do samba: Luís Carlos) | * | [ 229 ] [ 244 ]         |
| 1970             | 12.º Lugar | Grupo 2 | "Festas da Bahia" (Compositor do samba: Nelson Moraes Júnior) | * | [ 229 ]                 |
| 1971             | 10.º Lugar | Grupo 2 | "Quiva e Laiá, Lenda de Fundação do Itaguaí" (Compositor do samba: Jorge Machado) | * | [ 229 ]                 |
| 1972             | 10.º Lugar | Grupo 2 | "Ganga Zumba" (Compositor do samba: Nelson Moraes Júnior) | * | [ 229 ]                 |
| 1973             | 8.º Lugar | Grupo 2 | "Bom Dia, Café!" (Compositor do samba: Jorge Machado) | Clóvis Bornay | [ 229 ] [ 245 ]         |
| 1974             | 15.º Lugar | Grupo 2 | "Petrópolis, Nossa Flor Serrana" (Compositores do samba: Cassinho, Djalma Rodrigues e Pedrinho da Flor) | * | [ 229 ] [ 246 ]         |
| 1975             | 6.º Lugar | Grupo 2 | "Magia Africana no Brasil e seus Mistérios" (Compositor do samba: Jorge Machado) | * | [ 229 ] [ 247 ]         |
| 1976             | 4.º Lugar | Grupo 2 | "Mundo Encantado dos Deuses Afro-Brasileiros" (Compositores do samba: Milton de Luna, Selym do Leme e Darcy Si Menor)                                                                                       | * | [ 229 ] [ 248 ]         |
| 1977             | 9.º Lugar | Grupo 2 | "Paraíso dos Sonhos" (Compositores do samba: Ditão, Juquinha, Miguel e Nelson de Moraes) | Júlio Mattos e Poti                                                                                                 | [ 229 ]                 |
| 1978             | 15.º Lugar (Rebaixada)                                                                                              | Grupo 2 | "A Praça dos Sonhos, Amor, Alegria e Fantasia" (Compositores do samba: Ditão e Nelson de Moraes) | Orlando Pereira | [ 229 ] [ 249 ]         |
| 1979             | 3.º Lugar (Promovida)                                                                                               | Grupo 2-A (terceira divisão)                                                                                        | "Brasil Canta e Dança" (Compositores do samba: Adriano Adauto, Clomar e Ronaldo) | Geraldo Sobreira | [ 250 ] [ 229 ]         |
| 1980             | Campeã (Promovida)                                                                                                  | Grupo 1-B (segunda divisão)                                                                                         | "Delmiro Gouveia" (Compositores do samba: Adalto Magalha, Adriano Adauto, Clomar e Ronaldo) | Paulo César Cardoso e Renato Lage                                                                                   | [ 229 ] [ 251 ] [ 252 ] |
| 1981             | 8.º Lugar | Grupo 1-A (primeira divisão)                                                                                        | "Macobeba - O que Dá pra Rir, Dá pra Chorar" (Compositores do samba: Azeitona, Buquinha, Celso Trindade, Edmundo Araujo Santos, Ivar, Nêga e Ronaldo)                                                       | Renato Lage | [ 229 ] [ 253 ]         |
| 1982             | 9.º Lugar | Grupo 1-A (primeira divisão)                                                                                        | "Lima Barreto, Mulato Pobre, mas Livre" (Compositor do samba: Adriano Adauto) | Renato Lage | [ 229 ] [ 254 ]         |
| 1983             | 10.º Lugar | Grupo 1-A (primeira divisão)                                                                                        | "Brasil: Devagar com o Andor que o Santo É de Barro" (Compositores do samba: Djalma Leite e Eli Dias) | Yarema Ostrog | [ 255 ] [ 229 ]         |
| 1984             | 7.º Lugar (Rebaixado)                                                                                               | Grupo 1-A (primeira divisão)                                                                                        | "Salamaleikum - A Epopeia dos Insubmissos Malês" (Compositores do samba: Carlinhos Melodia, Jorge Moreira e Nogueirinha)                                                                                    | Ilvamar Magalhães e Luiz Carlos Cruz                                                                                | [ 229 ] [ 256 ]         |
| 1985             | Vice-campeã (Promovida)                                                                                             | Grupo 1-B (segunda divisão)                                                                                         | "Mas o que Foi que Aconteceu?" (Compositores do samba: Djalma Leite, Eli Dias, Ivan Bombeiro, Mauro Gaguinho e Nogueirinha)                                                                                 | Sylvio Cunha | [ 257 ] [ 229 ]         |
| 1986             | 15.º Lugar (Rebaixada)                                                                                              | Grupo 1-A (primeira divisão)                                                                                        | "Cama, Mesa e Banho de Gato" (Compositores do samba: Azeitona, Carlinhos Anchieta, Manelzinho Poeta e Vicente das Neves)                                                                                    | Wany Araújo | [ 258 ] [ 259 ]         |
| 1987             | Campeã (Promovida)                                                                                                  | Grupo 2 (segunda divisão)                                                                                           | "As Três Faces da Moeda" (Compositor do samba: Piedade) | Sylvio Cunha | [ 260 ] [ 229 ] [ 261 ] |
| 1988             | 11.º Lugar | Grupo 1 (primeira divisão)                                                                                          | "Templo do Absurdo - Bar Brasil" (Compositores do samba: Beto do Pandeiro, Carlos do Pagode, Ivan Bombeiro, Monteiro, Nêgo e Vaguinho Ladeira)                                                              | Sylvio Cunha | [ 262 ] [ 229 ]         |
| 1989             | 8.º Lugar | Grupo 1 (primeira divisão)                                                                                          | "De Portugal a Bienal no País do Carnaval" (Compositores do samba: Beto do Pandeiro, Gilmar Silva, Ivan Bombeiro, Nêgo, Vaguinho Ladeira e Vicente das Neves)                                               | Mário Monteiro | [ 263 ] [ 264 ]         |
| 1990             | 9.º Lugar | Especial (primeira divisão)                                                                                         | "E o Borel Descobriu, Navegar Foi Preciso" (Compositores do samba: Azeitona, Beto, Ditão, Gilmar Silva, Ivan Bombeiro, Nêgo, Vaguinho Ladeira, Valtinho e Vicente das Neves)                                | Luiz Fernando Reis e Flávio Tavares                                                                                 | [ 265 ] [ 229 ]         |
| 1991             | 8.º Lugar | Especial | "Tá na Mesa, Brasil" (Compositores do samba: Antonio C. Conceição, Carlinhos Melodia e Nêgo) | Oswaldo Jardim | [ 266 ] [ 267 ]         |
| 1992             | 8.º Lugar | Especial | "Guanabaram, o Seio do Mar" (Compositores do samba: Beto do Pandeiro, Gilmar L. Silva e Vicente das Neves)                                                                                                  | Oswaldo Jardim | [ 268 ] [ 269 ]         |
| 1993             | 12.º Lugar | Especial | "Dança, Brasil" (Compositores do samba: Azeitona, Dário Lima, Juan Espanhol e Paulo Ribeiro) | Shanghai | [ 270 ] [ 229 ]         |
| 1994             | 14.º Lugar | Especial | "Só Rio... É Verão" (Compositores do samba: Beto do Pandeiro, Gilmar L. Silva, Grego e Vicente das Neves)                                                                                                   | Sylvio Cunha | [ 271 ] [ 272 ]         |
| 1995             | 12.º Lugar | Especial | "Os Nove Bravos do Guarany" (Compositores do samba: Dário Lima e Juan Espanhol) | Oswaldo Jardim | [ 273 ] [ 274 ]         |
| 1996             | 14.º Lugar | Especial | "Ganga - Zumbi, Expressão de Uma Raça" (Compositor do samba: Beto do Pandeiro) | Lucas Pinto | [ 229 ] [ 275 ]         |
| 1997             | 11.º Lugar | Especial | "Viagem Pitoresca pelos Cinco Continentes num Jardim" (Compositores do samba: Edson Fio e Maurílio Theodoro)                                                                                                | Lucas Pinto | [ 276 ]                 |
| 1998             | 13.º Lugar (Rebaixada)                                                                                              | Especial (primeira divisão)                                                                                         | "De Gama a Vasco, A Epopéia da Tijuca" (Compositores do samba: Adalto Magalha, Serginho do Porto, Márcio Paiva e Adilson Gavião)                                                                            | Oswaldo Jardim | [ 277 ]                 |
| 1999             | Campeã (Promovida)                                                                                                  | Grupo A (segunda divisão)                                                                                           | "O Dono da Terra" (Compositores do samba: Vicente das Neves, Carlinhos Melodia, Haroldo Pereira, Rono Maia e Alexandre Alegria)                                                                             | Oswaldo Jardim | [ 278 ] [ 279 ]         |
| 2000             | 5.º Lugar | Especial (primeira divisão)                                                                                         | "Terra dos Papagaios… Navegar Foi Preciso!" (Compositores do samba: Badá, Jacy Inspiração, Edson de Oliveira e David do Pandeiro)                                                                           | Chico Spinoza | [ 280 ]                 |
| 2001             | 9.º Lugar | Especial | "A Tijuca Apresenta Nelson Rodrigues pelo Buraco da Fechadura" (Compositores do samba: Vicente das Neves, Gilmar L. Silva, Douglas, Toninho Gentil e Wantuir)                                               | Chico Spinoza | [ 281 ]                 |
| 2002             | 10.º Lugar | Especial | "O Sol Brilha Eternamente sobre o Mundo de Língua Portuguesa" (Compositores do samba: Haroldo Pereira, Valtinho Júnior e Wantuir)                                                                           | Milton Cunha | [ 282 ] [ 283 ]         |
| 2003             | 9.º Lugar | Especial | "Agudás, os que Levaram a África no Coração, e Trouxeram para o Coração da África, o Brasil" (Compositores do samba: Haroldo Pereira, Valtinho Junior e Wantuir)                                            | Milton Cunha | [ 284 ] [ 285 ]         |
| 2004             | Vice-campeã | Especial | "O Sonho da Criação e a Criação do Sonho: a Arte da Ciência no Tempo do Impossível" (Compositores do samba: Jurandir, Wanderlei, Sereno e Enilson)                                                          | Paulo Barros | [ 286 ] [ 287 ]         |
| 2005             | Vice-campeã | Especial | "Entrou por um Lado, Saiu pelo Outro… Quem Quiser que Invente Outro!" (Compositores do samba: Sérgio Alan, Jorge Remédio e Valtinho Jr.)                                                                    | Paulo Barros | [ 288 ] [ 289 ]         |
| 2006             | 6.º Lugar | Especial | "Ouvindo Tudo o que Vejo, Vou Vendo Tudo o que Ouço" (Compositores do samba: Jorge Remédio e Julio Alves)                                                                                                   | Paulo Barros | [ 290 ] [ 291 ]         |
| 2007             | 4.º Lugar | Especial | "De Lambida em Lambida, a Tijuca Dá um Click na Avenida" (Compositores do samba: Ivinho do Cavaco, Totonho, Silvão e Jorge Remédio)                                                                         | Lane Santana e Luiz Carlos Bruno                                                                                    | [ 292 ] [ 293 ]         |
| 2008             | 5.º Lugar | Especial | "Vou Juntando o que Eu Quiser, Minha Mania Vale Ouro. Sou Tijuca, Trago a Arte Colecionando o Meu Tesouro" (Compositores do samba: Julio Alves, Sereno, Paulo Rios e Beto Lima)                             | Luiz Carlos Bruno                                                                                                   | [ 37 ] [ 294 ] [ 295 ]  |
| 2009             | 9.º Lugar | Especial | "Tijuca 2009: Uma Odisseia sobre o Espaço" (Compositores do samba: Júlio Alves e Totonho) | Luiz Carlos Bruno                                                                                                   | [ 38 ] [ 296 ]          |
| 2010             | Campeã | Especial | "É Segredo!" (Compositores do samba: Júlio Alves, Marcelinho Calil e Totonho) | Paulo Barros | [ 297 ]                 |
| 2011             | Vice-campeã | Especial | "Esta Noite Levarei Sua Alma" (Compositores do samba: Júlio Alves e Totonho) | Paulo Barros | [ 298 ] [ 299 ]         |
| 2012             | Campeã | Especial | "O Dia em Que Toda a Realeza Desembarcou na Avenida para Coroar o Rei Luiz do Sertão" (Compositores do samba: Cesinha, Jorge Calado, Josemar Manfredini, Silas Augusto e Vadinho)                           | Paulo Barros | [ 300 ]                 |
| 2013             | 3.º lugar | Especial | "Desceu num Raio, É Trovoada. O Deus Thor Pede Passagem para Mostrar nessa Viagem a Alemanha Encantada" (Compositores do samba: Dudu, Elson Ramires, Julio Alves e Totonho)                                 | Paulo Barros | [ 301 ]                 |
| 2014             | Campeã | Especial | "Acelera, Tijuca!" (Compositores do samba: Gustavinho Oliveira, Fadico, Caio Alves e Tinguinha) | Paulo Barros | [ 302 ] [ 303 ]         |
| 2015             | 4.º Lugar | Especial | "Um Conto Marcado no Tempo - O Olhar Suíço de Clóvis Bornay" (Compositores do samba: Josemar Manfredini, Fadico, Carlinhos Careca, Zé Luiz, Gustavinho Oliveira, Caio Alves, Rafael Tinguinha e Cosminho)   | Mauro Quintaes, Annik Salmon, Marcus Paulo, Carlos Carvalho e Hélcio Paim                                           | [ 102 ]                 |
| 2016             | Vice-campeã | Especial | "Semeando Sorriso, a Tijuca Festeja o Solo Sagrado" (Compositores do samba: Dudu Nobre, Zé Paulo Sierra, Paulo Oliveira, Claudio Mattos e Gustavo Clarão)                                                   | Mauro Quintaes, Annik Salmon, Marcus Paulo e Hélcio Paim                                                            | [ 304 ]                 |
| 2017             | 11.º Lugar | Especial | "Música na Alma, Inspiração de Uma Nação" (Compositores do samba: Totonho, Fadico, Josemar Manfredini e Dudu)                                                                                               | Mauro Quintaes, Annik Salmon, Marcus Paulo e Hélcio Paim                                                            | [ 305 ] [ 306 ]         |
| 2018             | 7.º Lugar | Especial | "Um Coração Urbano: Miguel, Arcanjo das Artes, Saúda o Povo e Pede Passagem" (Compositores do samba: Mart'nália, Totonho, Fadico, Marcelinho Moreira e Dudu)                                                | Annik Salmon, Marcus Paulo e Hélcio Paim                                                                            | [ 307 ]                 |
| 2019             | 7.º Lugar | Especial | "Cada Macaco no Seu Galho. Ó, Meu Pai, Me Dê o Pão que Eu não Morro de Fome!" (Compositores do samba: Márcio André, Júlio Alves, Daniel Katar, Diego Moura, Dr. Jairo, Nego, Elias Lopes e Junior Trindade) | Laíla, Annik Salmon, Marcus Paulo, Hélcio Paim e Fran Sérgio                                                        | [ 308 ]                 |
| 2020             | 9.º Lugar | Especial | "Onde Moram os Sonhos" (Compositores do samba: Dudu Nobre, Totonho, André Diniz, Fadico e Jorge Aragão) | Paulo Barros | [ 309 ]                 |
| 2021             | Não houve desfile devido a pandemia de Covid-19                                                                     | Não houve desfile devido a pandemia de Covid-19                                                                     | Não houve desfile devido a pandemia de Covid-19 | Não houve desfile devido a pandemia de Covid-19                                                                     | [ 310 ]                 |
| 2022             | 9.º Lugar | Especial | "Waranã - A Reexistência Vermelha" (Compositores do samba: Anderson Benson, Eduardo Medrado e Kleber Rodrigues)                                                                                             | Jack Vasconcelos | [ 311 ]                 |
| 2023             | 9.º Lugar | Especial | "É Onda que Vai... É Onda que Vem... Serei a Baía de Todos os Santos a Se Mirar no Samba da Minha Terra" (Compositores do samba: Cláudio Russo, Julio Alves e Tinga)                                        | Jack Vasconcelos | [ 312 ]                 |
| 2024             | 11.º Lugar | Especial | "O Conto de Fados" (Compositores do samba: Júlio Alves, Cláudio Russo, Jorge Arthur, Silas Augusto, Chico Alves e D'Sousa)                                                                                  | Alexandre Louzada                                                                                                   | [ 199 ]                 |
| 2025             | 9.º Lugar | Especial | "Logun-Edé - Santo Menino que Velho Respeita" (Compositores do samba: Anitta, Estevão Ciavatta, Feyjão, Miguel PG, Fred Camacho, Luiz Antônio Simas, Gustavo Clarão e Diego Nicolau)                        | Edson Pereira | [ 212 ] [ 213 ]         |
| 2026             | | Especial | "Carolina Maria de Jesus" | Edson Pereira | [ 227 ]                 |

## Títulos
| Títulos da Unidos da Tijuca | Títulos da Unidos da Tijuca | Títulos da Unidos da Tijuca |
| --------------------------- | --------------------------- | --------------------------- |
| Divisão                     | Títulos                     | Carnavais                   |
| Primeira Divisão            | 4                           | 1936, 2010, 2012 e 2014     |
| Segunda Divisão             | 3                           | 1980, 1987 e 1999           |

## Premiações
A Unidos da Tijuca é vencedora de diversas premiações, como o Estandarte de Ouro (O Globo), considerado o "óscar do carnaval carioca"; Tamborim de Ouro (O Dia); Troféu Tupi (Super Rádio Tupi); S@mba-Net; Estrela do Carnaval; Prêmio SRzd; Gato de Prata; Troféu Sambario; entre outras.

## Segmentos

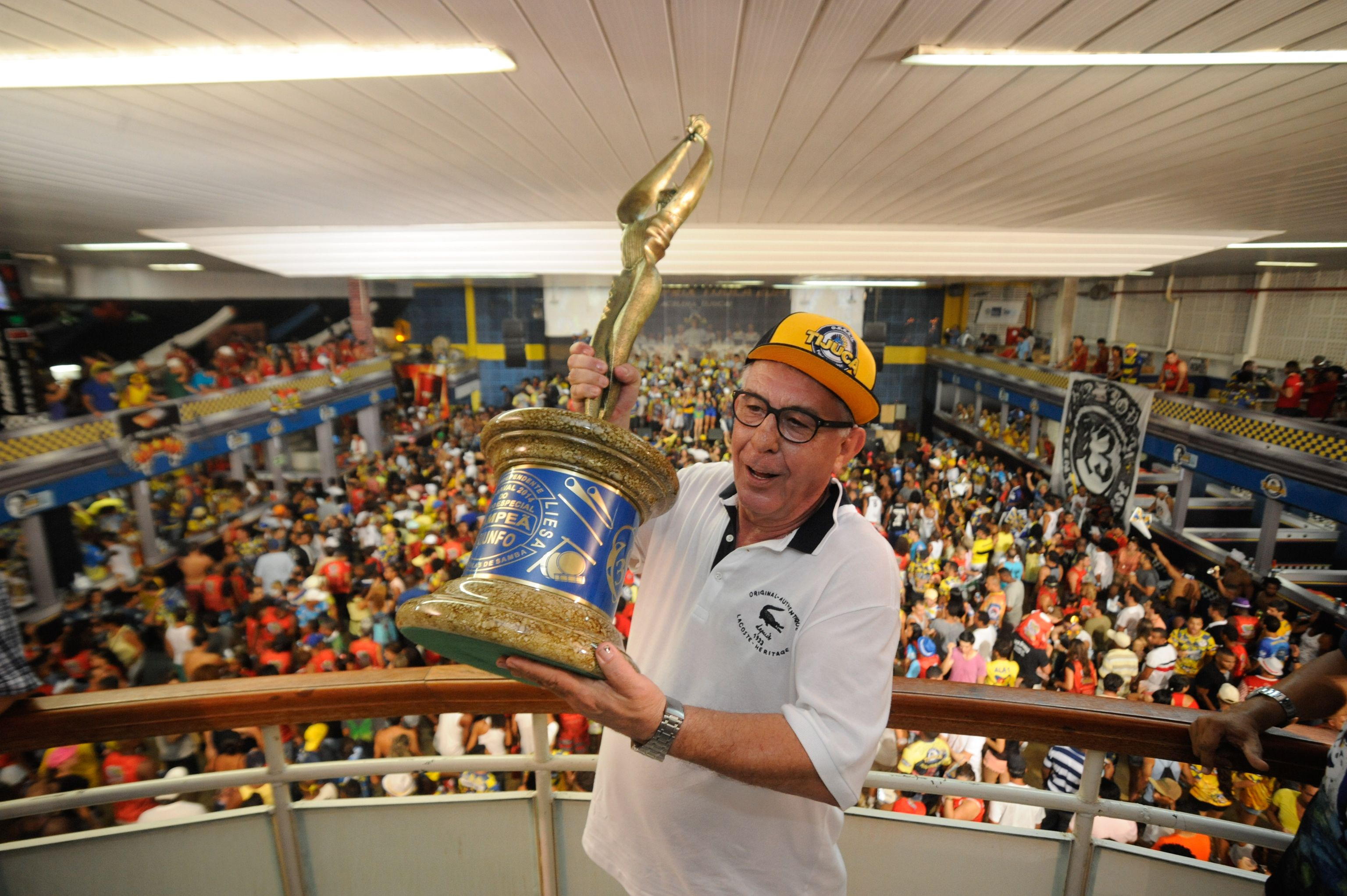
O atual presidente da Unidos da Tijuca, Fernando Horta, na quadra da escola, com o troféu do campeonato de 2014.

### Presidentes
| Presidentes                         | Mandato       | Ref.            |
| ----------------------------------- | ------------- | --------------- |
| Antoniel Lima                       | 1932          | [ 313 ]         |
| Paulo de Souza Filho                | 1935          | [ 314 ]         |
| Alfredo Gomes                       | 1948          | [ 233 ]         |
| Gustavo da Costa Diamante ("Quiro") | 1966–1986     | [ 315 ] [ 258 ] |
| Fernando Horta                      | 1987–1992     | [ 4 ] [ 260 ]   |
| Nelson Nunes Alves                  | 1993–1994     | [ 4 ]           |
| Jorge Pinto da Silva                | 1995–1996     | [ 4 ]           |
| Fernando Horta                      | 1997–1999     | [ 4 ] [ 316 ]   |
| João Paredes                        | 2000          | [ 4 ] [ 317 ]   |
| Fernando Horta                      | 2001–presente | [ 309 ]         |

### Intérpretes

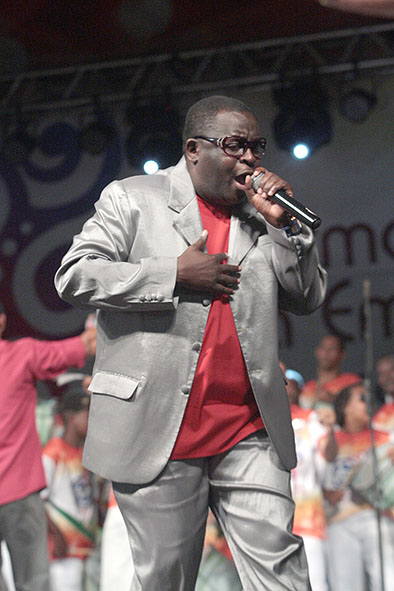
Marquinho Art'Samba é o atual intérprete da Unidos da Tijuca.

| Intérpretes                | Carnavais | Ref.            |
| -------------------------- | --------- | --------------- |
| Alceu Maranhão             | 1932-1933 | [ 318 ]         |
| Jorge Machado (Gambazinho) | 1972-1975 | [ 319 ]         |
| Nogueirinha                | 1979      | [ 250 ]         |
| Nadinho da Ilha            | 1980      | [ 320 ]         |
| Sobrinho                   | 1981-1984 | [ 321 ]         |
| Nogueirinha                | 1985      | [ 257 ]         |
| Nêgo                       | 1986-1992 | [ 322 ]         |
| Vaguinho                   | 1993      | [ 323 ]         |
| Carlinhos de Pilares       | 1994      | [ 324 ]         |
| Paulinho Mocidade          | 1995-1996 | [ 325 ]         |
| Serginho do Porto          | 1997-1998 | [ 326 ]         |
| David do Pandeiro          | 1999-2000 | [ 327 ]         |
| Wantuir                    | 2001-2002 | [ 328 ]         |
| Nêgo                       | 2003      | [ 322 ]         |
| Wantuir                    | 2004-2008 | [ 328 ]         |
| Bruno Ribas                | 2009-2013 | [ 329 ]         |
| Tinga                      | 2014-2018 | [ 330 ]         |
| Wantuir                    | 2019-2021 | [ 309 ]         |
| Wantuir e Wic Tavares      | 2022-2023 | [ 179 ] [ 198 ] |
| Ito Melodia                | 2024-2025 | [ 201 ]         |
| Marquinho Art'Samba        | 2026-     | [ 225 ]         |

### Comissão de Frente

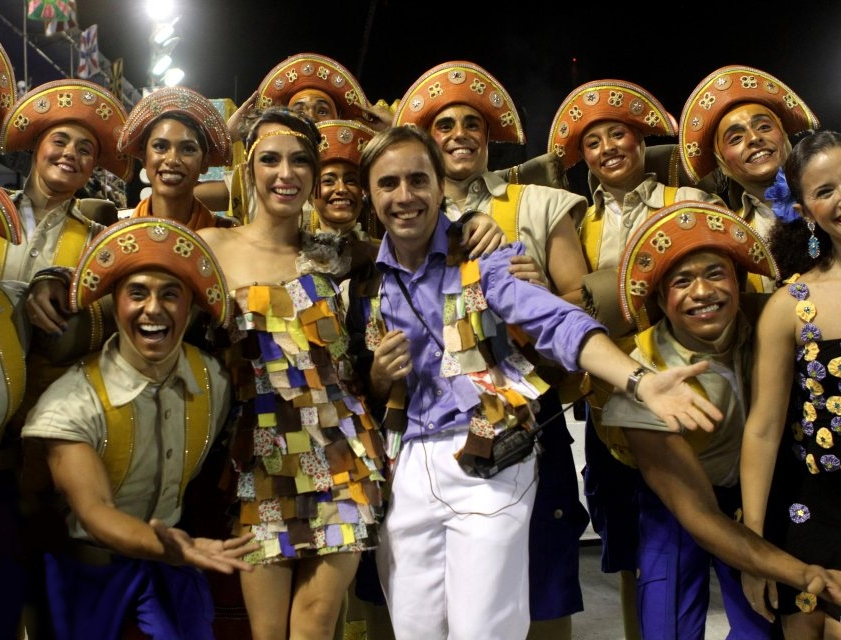
Priscilla Mota e Rodrigo Negri, ao centro, em meio aos componentes da Comissão de Frente de 2012. Casal marcou época na Tijuca usando truques de ilusionismo nas Comissões, conquistando três campeonatos e diversos prêmios.

| Coreógrafos(as)                  | Carnavais     | Ref.            |
| -------------------------------- | ------------- | --------------- |
| Carlinhos de Jesus               | 1990          | [ 265 ]         |
| Mauro Silva                      | 1991          | [ 331 ]         |
| Jerônimo da Tijuca               | 1992-1993     | [ 268 ] [ 270 ] |
| Carlinhos de Jesus               | 1994-1995     | [ 271 ] [ 273 ] |
| Renatinho                        | 1996          | [ 332 ]         |
| Juan Carlos Berardi              | 1997          | [ 333 ]         |
| Marcelo Misailidis               | 1998-2002     | [ 334 ] [ 335 ] |
| Nino Giovanetti                  | 2003-2005     | [ 336 ] [ 337 ] |
| Sérgio Lobato                    | 2006          | [ 338 ]         |
| Gabriel Cortez                   | 2007          | [ 339 ]         |
| Priscilla Mota e Rodrigo Negri   | 2008-2014     | [ 340 ] [ 302 ] |
| Alex Neoral                      | 2015-2017     | [ 103 ]         |
| Renato Vieira                    | 2018          | [ 341 ]         |
| Jardel Lemos                     | 2019-2020     | [ 309 ] [ 342 ] |
| Sérgio Lobato e Patrícia Salgado | 2022-2024     | [ 180 ] [ 210 ] |
| Ariadne Lax e Bruna Lopes        | 2025-presente | [ 214 ]         |

### Mestre-sala e porta-bandeira

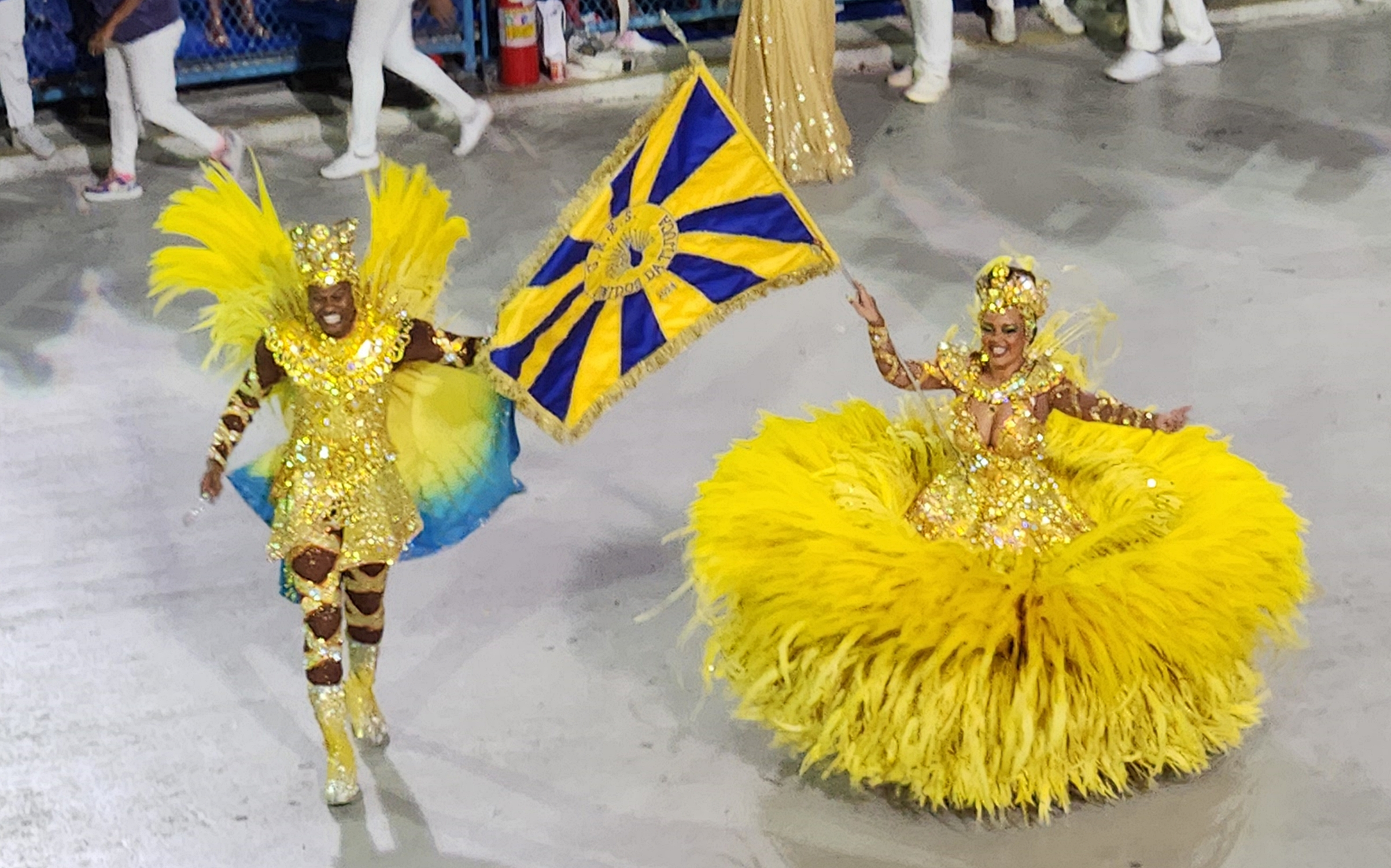
O atual casal de Mestre-sala e Porta-bandeira da Tijuca, Matheus André e Lucinha Nobre, durante o desfile de 2024.

#### Primeiro casal
| Primeiro casal                      | Carnavais     | Ref.                    |
| ----------------------------------- | ------------- | ----------------------- |
| Jorge Bossa Nova e Irene            | 1983          | [ 255 ]                 |
| Periquito e Dilacy                  | 1986-1987     | [ 258 ]                 |
| Bagdá e Irene                       | 1988          | [ 262 ]                 |
| Cizinho e Irene                     | 1989          | [ 263 ]                 |
| Paulo Roberto e Juju Maravilha      | 1990-1992     | [ 265 ] [ 268 ]         |
| Marco Aurélio e Nice                | 1993          | [ 270 ]                 |
| Ronaldinho e Tidinha                | 1994          | [ 271 ]                 |
| Zé Luíz e Nicinha                   | 1995-1996     | [ 273 ]                 |
| Paulo Roberto e Juju Maravilha      | 1997          | [ 333 ]                 |
| Vanderli e Juju Maravilha           | 1998          | [ 334 ]                 |
| Paulo Roberto e Gleice Simpatia     | 1999-2001     | [ 316 ] [ 343 ]         |
| Rogerinho Dornelles e Lucinha Nobre | 2002-2004     | [ 335 ] [ 344 ]         |
| Bira e Lucinha Nobre                | 2005-2008     | [ 337 ] [ 345 ]         |
| Rogerinho Dornelles e Lucinha Nobre | 2009          | [ 346 ] [ 347 ]         |
| Marquinhos e Giovanna Justo         | 2010-2013     | [ 348 ] [ 301 ]         |
| Julinho Nascimento e Rute Alves     | 2014-2017     | [ 302 ] [ 137 ]         |
| Alex Marcelino e Jackeline Pessanha | 2018          | [ 341 ]                 |
| Alex Marcelino e Raphaela Caboclo   | 2019-2020     | [ 309 ] [ 154 ] [ 349 ] |
| Phelipe Lemos e Denadir Garcia      | 2022          | [ 350 ] [ 181 ]         |
| Matheus André e Denadir Garcia      | 2023          | [ 190 ]                 |
| Matheus André e Lucinha Nobre       | 2024-presente | [ 351 ]                 |

#### Segundo casal
| Segundo casal                                             | Carnavais | Ref.            |
| --------------------------------------------------------- | --------- | --------------- |
| Marquinhos Simpatia e Cristiane                           | 1989      | [ 352 ] [ 353 ] |
| Cilinho e Nice                                            | 1991      | [ 354 ] [ 355 ] |
| Maurício e Janaína                                        | 1998      | [ 356 ]         |
| Marcílio e Renata                                         | 2000-2001 | [ 357 ] [ 358 ] |
| William e Bárbara                                         | 2002-2003 | [ 359 ] [ 360 ] |
| Carlos Leonardo Batista e Carla Cristina Rocha dos Santos | 2004      | [ 361 ] [ 362 ] |
| Marcos Alves da Mota e Carla Cristina Rocha dos Santos    | 2005      | [ 363 ] [ 364 ] |
| Marcos Alves da Motta e Andréa Alves da Motta             | 2006-2008 | [ 365 ] [ 366 ] |
| Sandro Avelar e Thayanne Loureiro                         | 2009      | [ 367 ] [ 368 ] |
| Sandro Avelar e Patrícia Cunha                            | 2010      | [ 369 ] [ 370 ] |
| Vinicius Pessanha e Jackeline Pessanha                    | 2011-2016 | [ 371 ] [ 372 ] |
| Matheus André e Lohane Lemos                              | 2017-2022 | [ 373 ] [ 374 ] |
| Rafael Gomes e Lohane Lemos                               | 2023      | [ 374 ]         |
| Rafael Gomes e Thainá Teixeira                            | 2024      | [ 375 ]         |
| Diego Jenkins e Thainá Teixeira                           | 2025      | [ 226 ]         |
| Rafael Gomes e Thayanne Loureiro                          | 2026-     | [ 376 ]         |

### Bateria
A bateria da Unidos da Tijuca é denominada "Pura Cadência". Desde 2008 é comandada por Mestre Casagrande. Possui dois prêmios Estandarte de Ouro, conquistados em 2006 (sob o comando de Mestre Celinho) e 2015 (comandada por Mestre Casagrande), além de diversas outras premiações.

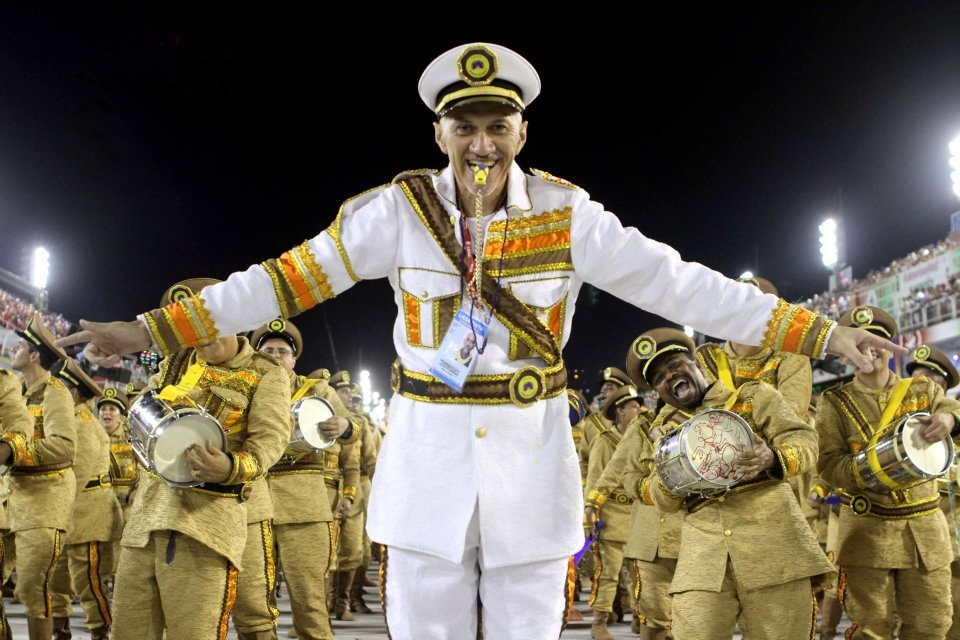
Mestre Casagrande e a bateria Pura Cadência no desfile campeão do carnaval de 2012.

#### Mestres
| Mestres de bateria            | Carnavais     | Ref.            |
| ----------------------------- | ------------- | --------------- |
| Pavio                         | 1962          | [ 380 ]         |
| Daniel                        | 1980          | [ 381 ]         |
| Paulinho Pistola              | 1983          | [ 255 ]         |
| Neném                         | 1985          | [ 257 ]         |
| Claudinho, Marechal e Mazinho | 1986          | [ 258 ]         |
| Marçal                        | 1988-1989     | [ 262 ] [ 263 ] |
| Paulinho Passista             | 1990-1992     | [ 265 ] [ 268 ] |
| João                          | 1993          | [ 270 ]         |
| Silvão                        | 1994-1997     | [ 271 ] [ 333 ] |
| Ciça                          | 1998          | [ 334 ]         |
| Celinho                       | 1999-2007     | [ 316 ] [ 340 ] |
| Casagrande                    | 2008-presente | [ 309 ] [ 345 ] |

#### Rainhas
| Rainhas de bateria | Carnavais     | Ref.    |
| ------------------ | ------------- | ------- |
| Fábia Borges       | 1996-2006     |         |
| Adriane Galisteu   | 2007-2011     |         |
| Gracyanne Barbosa  | 2012          | [ 68 ]  |
| Juliana Alves      | 2013-2018     | [ 152 ] |
| Elaine Azevedo     | 2019          | [ 155 ] |
| Lexa               | 2020-2024     | [ 171 ] |
| Mileide Mihaile    | 2026-presente |         |

### Direção de Carnaval
| Diretores de carnaval            | Carnavais | Ref.            |
| -------------------------------- | --------- | --------------- |
| Laíla                            | 1980-1982 | [ 381 ] [ 382 ] |
| Paulo César Cardoso              | 1983      | [ 255 ]         |
| Adalto Correa                    | 1989      | [ 263 ]         |
| Mauro Silva                      | 1991      | [ 331 ]         |
| Roberto Costa                    | 1995      | [ 273 ]         |
| Sergio Murilo Gomes              | 1997      | [ 333 ]         |
| Paulo Varelli                    | 1998      | [ 334 ]         |
| Vlaudemir Candimba               | 1999-2000 | [ 316 ] [ 317 ] |
| João Manoel Paredes              | 2001      | [ 343 ]         |
| Carlos Alberto                   | 2002      | [ 335 ]         |
| Luiz Carlos Bruno                | 2003-2008 | [ 336 ] [ 345 ] |
| Sérgio Professor                 | 2009      | [ 347 ]         |
| Ricardo Fernandes                | 2010-2013 | [ 348 ] [ 301 ] |
| Fernando Costa                   | 2014-2018 | [ 302 ]         |
| Fernando Costa e Laíla           | 2019      | [ 383 ]         |
| Fernando Costa                   | 2020-2023 | [ 309 ]         |
| Marquinho Marino                 | 2024      | [ 211 ]         |
| Fernando Costa                   | 2025      |                 |
| Elisa Fernandes e Fernando Costa | 2026      | [ 226 ]         |

### Direção de Harmonia
| Diretores de harmonia                                   | Carnavais     | Ref.            |
| ------------------------------------------------------- | ------------- | --------------- |
| Laíla                                                   | 1980-1982     | [ 381 ] [ 382 ] |
| Ditão, Gerárdio, Jaburu, Roberto, Tinho e Xangô         | 1988          | [ 262 ]         |
| Ditão, Jorginho e Renatão                               | 1989          | [ 263 ]         |
| Alexandre Tuiuti, Ricardo, Vilson, Serginho e Zé Carlos | 1995          | [ 273 ] [ 384 ] |
| Sidney Machado "Chopp"                                  | 1997          | [ 333 ]         |
| Vlaudemir Candimba                                      | 1998-2001     | [ 334 ] [ 343 ] |
| Ivan Paulo de Freitas                                   | 2002          | [ 335 ]         |
| Ricardo Fernandes                                       | 2003-2004     | [ 336 ] [ 344 ] |
| Almir Frutuoso                                          | 2005-2008     | [ 337 ] [ 345 ] |
| Fernando Costa                                          | 2009-2013     | [ 347 ] [ 301 ] |
| Paulinho Haiti                                          | 2014-2015     | [ 302 ] [ 385 ] |
| Fernando Costa                                          | 2016-2018     | [ 386 ]         |
| Fernando Costa e Laíla                                  | 2019          | [ 383 ]         |
| Fernando Costa                                          | 2020-2024     | [ 309 ]         |
| Allan Guimarães                                         | 2025-presente |                 |

## Quadra, sede e barracão
Quadra atual

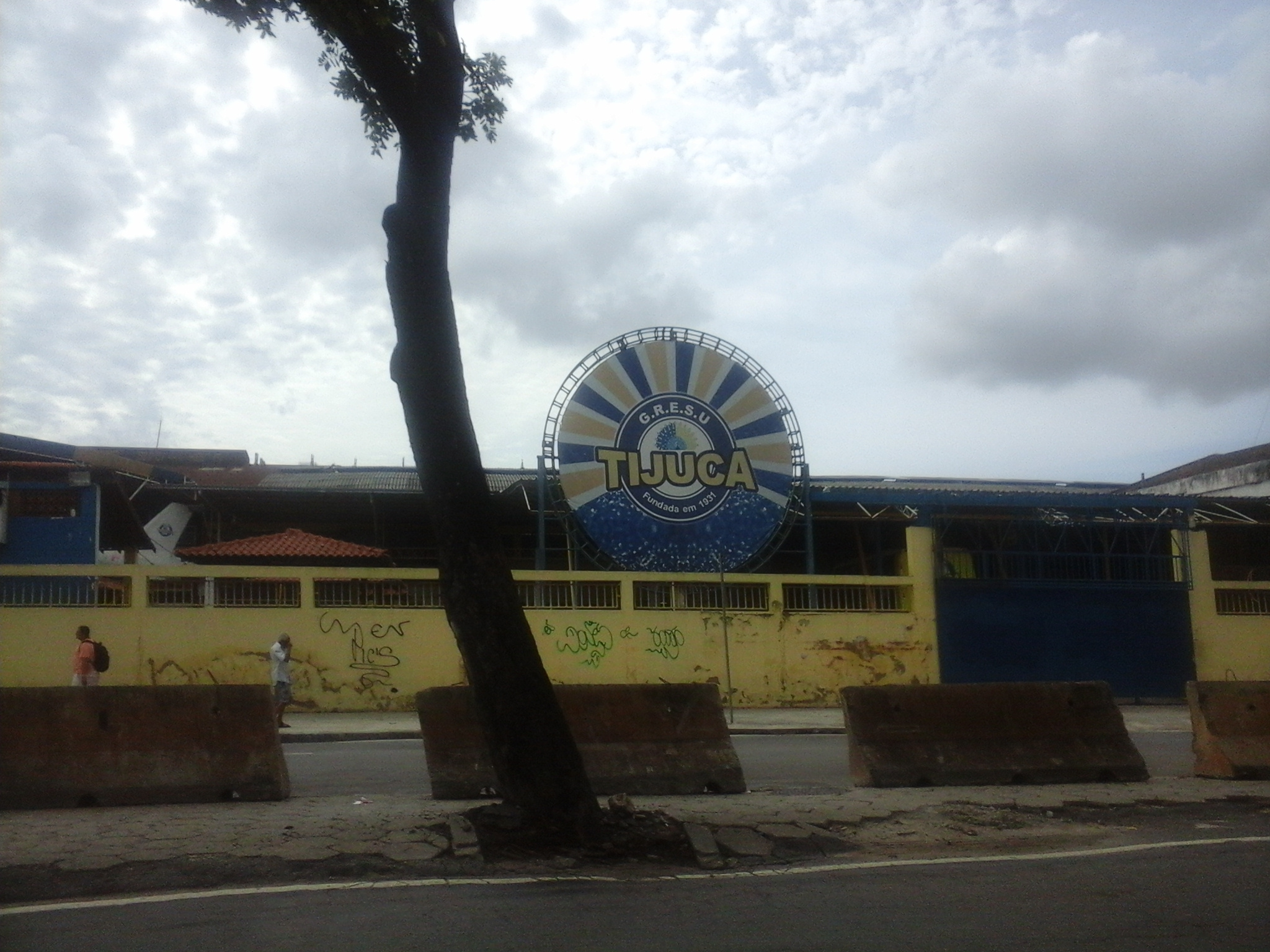
Fachada da quadra da escola, em imagem de 2016.

A quadra da Unidos da Tijuca se localiza na Avenida Francisco Bicalho, n.º 47, no bairro de Santo Cristo, na Zona Portuária do Rio de Janeiro. Fica a poucos metros da Rodoviária Novo Rio. A quadra mede cerca de 2.800 metros quadrados e possui camarotes, boutique, clube de uísque para associados e banheiro LGBT. O espaço é alugado para eventos culturais e shows, além de abrigar os ensaios da agremiação. Em 2012 foi anunciado que a quadra seria desapropriada, dando lugar ao centro corporativo Trump Towers Rio, projeto do empresário americano Donald Trump, o que acabou não acontecendo.  Em 2025, a Unidos da Tijuca anunciou a conquista de uma quadra definitiva para a agremiação. "Vamos fazer uma instalação provisória e, depois, em fevereiro, vamos começar a obra", explicou Fernando Horta. 
Futura quadra
A nova quadra da Unidos da Tijuca ficará localizada na rua Rivadávia Correa, 227, bem em frente ao barracão da escola na Cidade do Samba, na Gamboa. 
Sede
A sede da escola se localiza na Rua São Miguel, n.º 430, na Tijuca, Rio de Janeiro. O local foi por anos a quadra oficial da escola, que desde 1992 se localiza em Santo Cristo.
Barracão
O barracão da escola se encontra na Cidade do Samba - juntamente aos das outras escolas do Grupo Especial - na Rua Rivadávia Correa, n.º 60, no bairro carioca Gamboa. A escola ocupa o barracão de n.º 12.

## Torcida organizada

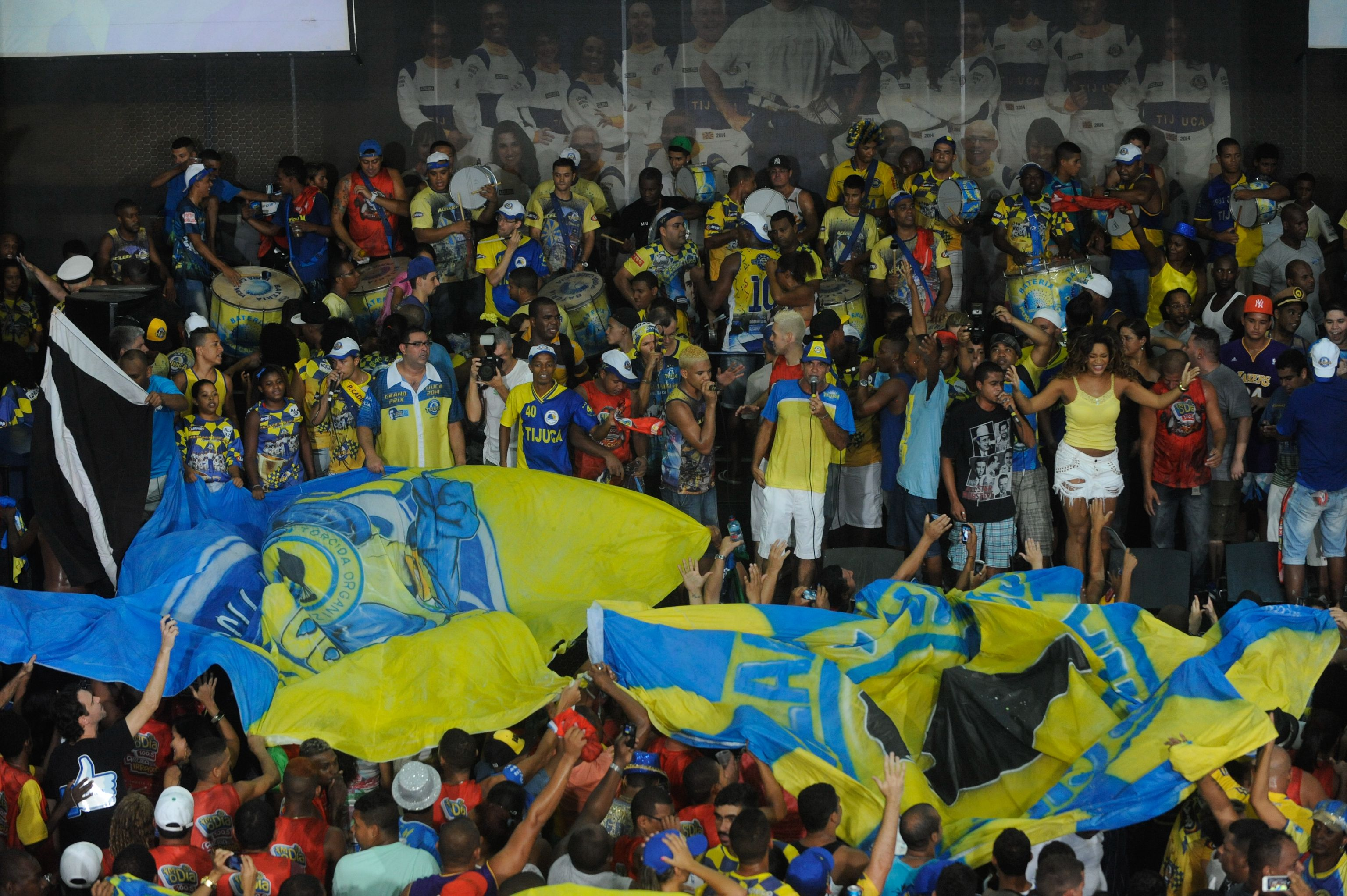
Com bandeiras e faixas, a Torcida Família Tijucana comemora o título de 2014 na quadra da escola.

Em 19 de março de 2011, foi fundada a Torcida Família Tijucana, a torcida organizada da Unidos da Tijuca. A organização tem o objetivo de unir torcedores da escola e apoiar a agremiação em eventos e ensaios. O mascote da torcida é um pavão chamado Juca. A Família Tijucana foi homenageada na edição de 2013 do Troféu Gato de Prata. Em 2016, a Torcida foi premiada na primeira edição do Prêmio "Machine - Bastidores do Carnaval Carioca".

## Escola mirim
Grêmio Recreativo Cultural Escola de Samba Mirim Tijuquinha do Borel é a escola de samba mirim da Unidos da Tijuca. Foi fundada em 19 de junho de 2002 e desde então participa dos desfiles das escolas mirins, sendo que esses desfiles não são competitivos. Suas cores são as mesmas de sua escola madrinha, amarelo-ouro e azul-pavão; e o símbolo, um pavão. A escola alterna entre enredos inéditos e reedições da Unidos da Tijuca.